# Segunda presidencia de Donald Trump
La segunda presidencia de Donald Trump comenzó el 20 de enero de 2025 cuando asumió su cargo como el 47.º presidente de los Estados Unidos en su segunda investidura, dentro del Capitolio. Miembro del Partido Republicano, Trump fue previamente el 45.º presidente entre 2017 y 2021. Es el segundo presidente en la historia de Estados Unidos en servir dos mandatos no consecutivos, después de Grover Cleveland, quien comenzó su segunda presidencia en 1893. Además, con 78 años y 7 meses, es la persona de mayor edad en ocupar el cargo, superando a su predecesor Joe Biden por sólo unos meses. Finalmente, Trump es el primer presidente que ejerce el cargo con una condena criminal (si bien nunca llegó a ser encarcelado).
Donald Trump fue elegido presidente el 6 de noviembre de 2024 tras su victoria contra la vicepresidenta demócrata Kamala Harris, junto a su compañero de fórmula J. D. Vance. Aunque de forma exigua, fue el primer republicano en veinte años en ganar tanto el voto electoral como el popular, luego de George W. Bush en 2004; algo que no había logrado conseguir en su primera victoria electoral en 2016 contra Hillary Clinton.
Vance, al jurar como el 50.º vicepresidente, se convirtió en el primer milenial en ocupar la vicepresidencia de Estados Unidos y, a sus 40 años, es la tercer persona más joven en ostentar el cargo, tras John C. Brekinridge (36 años) y Richard Nixon (40 años).

## Elección de 2024

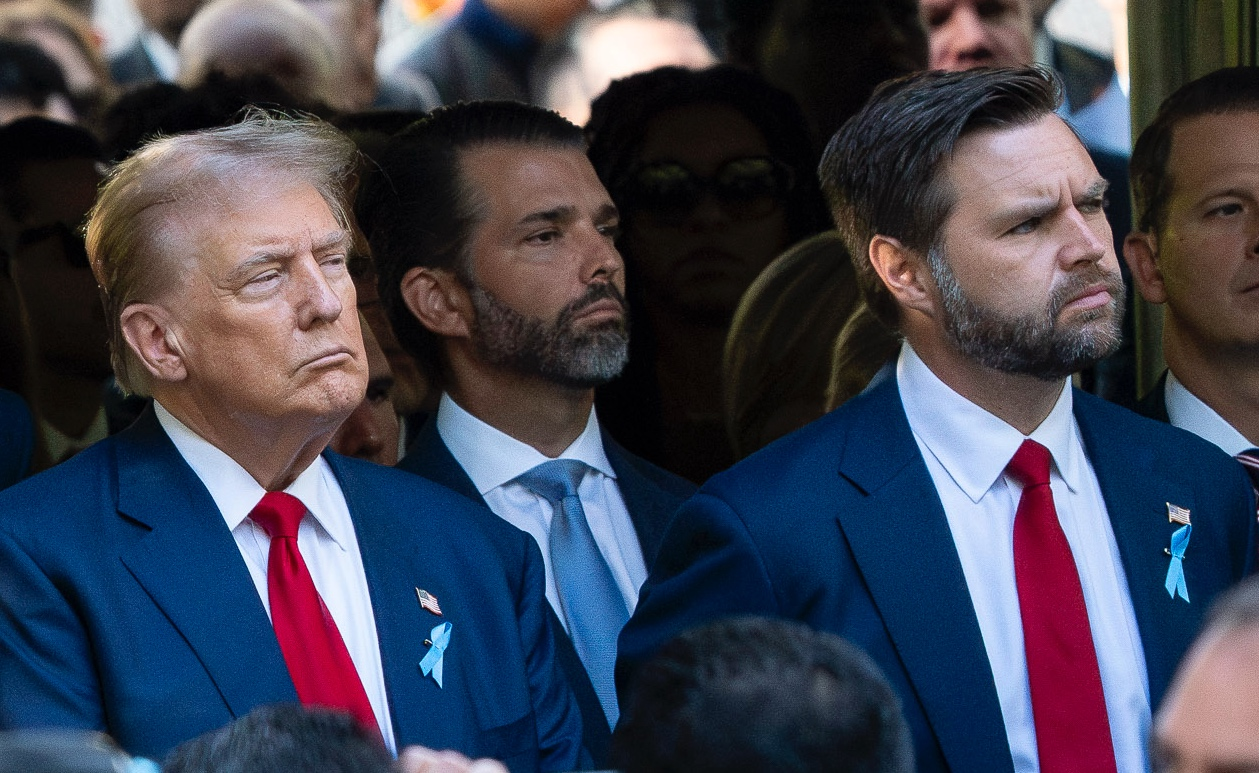
Donald Trump y su compañero de fórmula J. D. Vance frente a Donald Trump Jr. en septiembre de 2024

El 15 de noviembre de 2022, Donald Trump, en un discurso de una hora en su residencia de Mar-a-Lago, anunció oficialmente su candidatura para la nominación republicana en las elecciones presidenciales de 2024, buscando la nominación del Partido Republicano. En marzo de 2024, Trump se convirtió en el presunto candidato del Partido Republicano tras las primarias presidenciales del partido, donde obtuvo una victoria aplastante contra Nikki Haley. Trump eligió al senador por Ohio J. D. Vance, anteriormente crítico suyo, como su compañero de fórmula, y ambos fueron formalmente seleccionados como la fórmula republicana en la Convención Nacional Republicana de 2024.
Joe Biden inicialmente se postuló para la reelección en las primarias demócratas, y se convirtió en el presunto candidato del partido en marzo de 2024, tras ganar las primarias cómodamente sin apenas oposición. Sin embargo, tras una actuación ampliamente criticada en el debate presidencial y crecientes preocupaciones sobre su edad y su salud —especialmente en lo mental—, Biden se retiró oficialmente de la carrera presidencial en julio de 2024. Biden apoyó a Kamala Harris, su compañera de fórmula en 2020 y vicepresidente de los Estados Unidos, como su sucesora, quien anunció su candidatura el 21 de julio. Al día siguiente, Harris obtuvo suficientes delegados no vinculantes para convertirse en la nueva presunta candidata del partido; en la Convención Nacional Demócrata en agosto de 2024, aceptó formalmente la nominación del mismo.
El 6 de noviembre de 2024, Trump recuperó Wisconsin de manos de los demócratas, obteniendo suficientes votos del Colegio Electoral de los Estados Unidos para asegurar la presidencia. Los votos electorales se certificaron el 6 de enero de 2025.

## Período de transición y toma de posesión

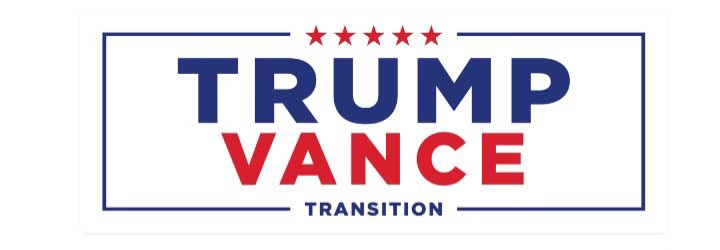
Logo de transición.

El período de transición presidencial comenzó el 6 de noviembre de 2024, después de que fuera confirmada la victoria de Trump en las elecciones presidenciales.
El 13 de noviembre de ese mismo año, Biden y Trump se reunieron en la Oficina Oval y acordaron una «transición de poder suave».
A lo largo del período de transición, Trump fue nominando a los que serían los miembros de su gabinete, comenzando el 7 de noviembre con Susie Wiles, nominada a Jefa de Gabinete de la Casa Blanca.
El 17 de diciembre, el Colegio Electoral eligió formalmente a Trump como presidente. El 6 de enero, una sesión conjunta en el Congreso se encargó de certificar los resultados. Finalmente, el 20 de enero de 2025, Donald Trump fue investido como el 47.° presidente de los Estados Unidos.

## Administración

### Gabinete
Trump ha propuesto múltiples candidatos para varios puestos del gabinete, incluyendo al inversor de fondos de cobertura John Paulson o Scott Bessent para el cargo de Secretario del Tesoro de los Estados Unidos.

### Vicepresidencia
En julio de 2024, Trump seleccionó al senador de Ohio J. D. Vance como su compañero de fórmula en la Convención Nacional Republicana de 2024. Vance contó con el apoyo de Donald Trump Jr., Elon Musk y Tucker Carlson, y se vio impulsado por una serie de eventos mediáticos, incluyendo un debate primario con Josh Mandel y Mike Gibbons, una declaración de apoyo a Trump en The Wall Street Journal mientras Ron DeSantis ganaba popularidad en medios conservadores, y una visita conjunta a East Palestine, Ohio, tras el descarrilamiento de trenes en febrero de 2023.

### Otros cargos
Robert F. Kennedy Jr., un activista antivacunas que se postuló contra Trump pero retiró su nominación, ha discutido en privado la posibilidad de asumir un alto cargo en salud en la segunda presidencia de Trump. Kennedy afirmó que Trump "me pidió limpiar la corrupción y los conflictos en las agencias y poner fin a la epidemia de enfermedades crónicas" en una entrevista con The Washington Post en octubre de 2024.

## Órdenes ejecutivas
A partir del 20 de enero de 2025, el presidente Trump, tras su investidura, comenzó el cargo con la mayor cantidad de órdenes ejecutivas firmadas jamás en el primer día de un mandato presidencial de los Estados Unidos, con 26 órdenes ejecutivas. Detrás de Trump se encuentra Joe Biden con nueve órdenes ejecutivas el 20 de enero de 2021, luego Barack Obama con dos órdenes ejecutivas, y Bill Clinton con una orden ejecutiva.
La campaña de Trump para firmar las órdenes ejecutivas fue descrita como una campaña de "conmoción y pavor" que puso a prueba los límites de la autoridad ejecutiva. Tras cuatro días del segundo mandato de Trump, un análisis realizado por Time encontró que casi dos tercios de sus acciones ejecutivas "reflejan total o parcialmente" las propuestas del Proyecto 2025, que fue respaldado con un análisis de Bloomberg Government.
La firma de muchas de las órdenes ejecutivas de Trump está siendo impugnada en los tribunales, ya que las mismas afectan la financiación federal, el estatus de los empleados federales, la inmigración, los programas federales, la disponibilidad de datos del gobierno y más. La mayoría de los casos se están presentando en respuesta a las órdenes ejecutivas relacionadas con el establecimiento del Departamento de Eficiencia Gubernamental, la Orden Ejecutiva 14158, y las acciones tomadas por Elon Musk y el equipo del DOGE hacia las agencias federales como medidas de reducción de costos autoidentificadas.

## Asuntos internos

### Aborto
Trump declaró que el aborto debería delegarse en los estados en abril de 2024. En ese sentido, afirmó en una entrevista para Time que permitiría a los estados monitorear los embarazos y acusar penalmente a las pacientes que aborten. Trump criticó el fallo de la Corte Suprema de Arizona en el caso Planned Parenthood Arizona v. Mayes (2024), en el que el tribunal confirmó una ley de 1864 que penalizaba los abortos excepto para salvar la vida de la madre, afirmando que no firmaría una prohibición federal del aborto y reafirmó su posición en octubre.
Después de que la Corte Suprema de Alabama dictaminara en el caso LePage v. Center for Reproductive Medicine (2024) que los embriones congelados son seres vivos, Trump se posicionó a favor de la fecundación in vitro (FIV).
El 24 de enero de 2025, el presidente Trump restableció la Ley Mordaza Global, una política previamente rescindida por la administración Biden.
El 19 de febrero de 2025, el presidente Trump firmó una orden ejecutiva para ampliar el acceso a la FIV y reducir sus costos, destacando su importancia para las familias que enfrentan problemas de fertilidad. La orden se produce tras su promesa de campaña de apoyar el acceso a la FIV en medio de los debates en curso sobre las políticas de salud reproductiva.

### Medio ambiente
En una cena privada en Mar-a-Lago en abril de 2024, Trump alentó a las empresas de combustibles fósiles a donar para su campaña, diciendo que revocaría las regulaciones ambientales si fuera elegido.
El equipo de transición de Trump para el clima y el medio ambiente está dirigido por David Bernhardt, un excabildero petrolero que se desempeñó como secretario del Interior, y Andrew R. Wheeler, un excabildero del carbón que dirigió la Agencia de Protección Ambiental durante la primera presidencia de Trump. El equipo se está preparando para retirarse del Acuerdo de París por segunda vez, ampliar la perforación y la minería en terrenos públicos y desmantelar oficinas que trabajan para acabar con la contaminación, mientras que otros funcionarios han discutido trasladar la Agencia de Protección Ambiental de Washington D. C. Trump volverá a trazar los límites de los monumentos nacionales Bears Ears y Grand Staircase-Escalante como lo hizo en su primera presidencia, pondrá fin a una pausa en las nuevas terminales de exportación de gas natural que comenzó durante la presidencia de Joe Biden y evitará que los estados establezcan sus propios estándares de contaminación.
Al asumir el cargo, Trump nombró a cabilderos del petróleo, el gas y los productos químicos para la Agencia de Protección Ambiental para hacer retroceder las reglas climáticas y los controles de contaminación. Trump ordenó la pausa en el desembolso de fondos relacionados con el clima emitidos por la Ley de Reducción de la Inflación de 2022 y la Ley de Inversión en Infraestructura y Empleo, y combinó falsamente los fondos con el nuevo pacto verde.
En febrero de 2025, el FBI, el Departamento del Tesoro y la Agencia de Protección Ambiental solicitaron a Citibank que congelara las cuentas bancarias de organizaciones sin fines de lucro que recibieron fondos del Fondo de Reducción de Gases de Efecto Invernadero, aprobado por el Congreso en 2022 como parte de la Ley de Reducción de la Inflación. Citibank congeló las cuentas. El FBI también solicitó a Citibank que congelara las cuentas de Hábitat para la Humanidad, United Way, el Fondo de Energía Limpia de Colorado y el Departamento de Impuestos y Finanzas del Estado de Nueva York. Tres organizaciones sin fines de lucro impugnaron estas medidas ante los tribunales.

### Diversidad, equidad e inclusión
En enero de 2025, Trump firmó dos órdenes ejecutivas destinadas a poner fin a las prácticas de DEI y una dirigida a cuestiones transgénero. En febrero de 2025 se informó que el Instituto del Servicio Exterior del Departamento de Estado "suspendió el acceso a miles de páginas de materiales de capacitación" relacionados con DEI, y el Servicio de Impuestos Internos "eliminó cualquier mención de las palabras 'diversidad', 'equidad' e 'inclusión' de su manual de procedimientos, incluidos los pasajes anodinos sobre impuestos y finanzas". También se informó que funcionarios de carrera del Departamento de Agricultura que habían trabajado anteriormente para implementar políticas destinadas a reducir la discriminación racial, de orientación sexual e identidad de género fueron "puestos en licencia y se enfrentaron a un posible despido". También se informó que el director interino de la Oficina de Administración de Personal (OPM) dijo a los jefes de las agencias que cualquier miembro del personal que trabajara en programas DEI antes del 5 de noviembre de 2024 (día de las elecciones) debería ser objeto de despido, y la OPM alentó a los trabajadores a "denunciar a los colegas que continuaban realizando trabajos relacionados con DEIA".
En una conferencia de prensa celebrada en enero de 2025, al día siguiente de una colisión aérea entre un avión y un helicóptero en la que murieron 67 personas, el peor accidente de aviación en Estados Unidos desde 2001, Trump leyó un artículo del New York Post de enero de 2024 que decía falsamente: "La Administración Federal de Aviación está reclutando activamente a trabajadores que sufren discapacidades intelectuales graves, problemas psiquiátricos y otras afecciones mentales y físicas bajo una iniciativa de contratación de diversidad e inclusión detallada en el sitio web de la agencia".
En respuesta a las medidas ejecutivas contra la DEI, numerosas agencias y sitios web modificaron o eliminaron material relacionado con mujeres, minorías raciales y personas transgénero. El Servicio de Parques Nacionales eliminó las menciones a personas transgénero de su sitio web sobre los disturbios de Stonewall, cambió "LGBT" por "LGB" y eliminó la palabra "queer". El Museo Nacional de Criptología tapó retratos de mujeres y minorías raciales en su Salón de Honor, incluidos los de Elizebeth Smith Friedman, Washington Wong y Ralph W. Adams Jr. Los retratos fueron restaurados después de que las noticias de las acciones comenzaran a circular en línea. Las imágenes que celebraban a las mujeres en la ciencia fueron eliminadas de los edificios de la NASA.
La Fuerza Aérea eliminó los videos de los aviadores de Tuskegee y del Servicio de Mujeres Pilotos de la Fuerza Aérea. La Agencia de Inteligencia de la Defensa suspendió sus celebraciones de varios períodos, incluidos el Día de Martin Luther King Jr., el Mes del Orgullo y los Días de Conmemoración del Holocausto. En marzo de 2025, se programó la eliminación de más de 26 000 imágenes de los sitios web militares, incluidas las de veteranos condecorados y el Enola Gay, que, a pesar de ser un avión utilizado para lanzar una bomba atómica, fue marcado erróneamente debido a la palabra "gay". Una página web sobre Charles Calvin Rogers, un receptor de raza negra de la Medalla de Honor por la guerra de Vietnam, fue eliminada brevemente y se reemplazó "medal" con "deimedal" en su URL. Un artículo sobre la experiencia de Jackie Robinson en el ejército fue eliminado de manera similar y se le agregó "dei" a su URL antes de ser restaurado. Las páginas web sobre locutores de claves nativos americanos e Ira Hayes también estaban entre las eliminadas.

### Economía
Trump heredó una economía fuerte de la administración Biden, con un crecimiento económico creciente, un bajo desempleo y una inflación en descenso. Cuando Trump asumió el cargo en enero de 2025, la tasa de desempleo desestacionalizada era del 4% y se proyectaba que la tasa de inflación, medida por el índice de precios del gasto en consumo personal, oscilaría entre el 2,2% y el 2,4% para 2025. The New York Times y el Instituto de Política Económica describieron la economía como "en mejor forma que la legada a cualquier presidente recién elegido desde que George W. Bush asumió el cargo en 2001". Sin embargo, las encuestas encontraron que muchos estadounidenses todavía sentían los impactos del aumento de la inflación de 2021-2023, que contribuyó en parte a la reelección de Trump.
En enero de 2025, los republicanos comenzaron a considerar recortes en varios programas sociales para poder pagar los recortes de impuestos propuestos.
Trump ha prometido imponer aranceles más altos a las importaciones de todos los países, en particular de China.

#### Departamento de Eficiencia Gubernamental
El Departamento de Eficiencia Gubernamental (DOGE por sus siglas en inglés) es una comisión asesora presidencial de los Estados Unidos. Su tarea es reestructurar el gobierno federal y eliminar regulaciones para reducir los gastos y aumentar la eficiencia del gobierno. A pesar del nombre, DOGE no es un departamento ejecutivo federal, cuya creación requeriría la aprobación del Congreso de los Estados Unidos. Una de las primeras medidas del DOGE fue el cierre de la agencia estatal USAID.

### Educación
Durante su primer mandato, Trump recortó la financiación al Departamento de Educación, mientras continuaba criticándolo. Durante su campaña de 2024, Trump promovió activamente la idea de abolir el Departamento de Educación y propuso entregar el control de la educación a los gobiernos estatales. El 22 de enero de 2025, anunció que la administración ya no se abstendría de arrestar a inmigrantes ilegales en las escuelas.

### Manejo de emergencias
Justo antes de que se contuvieran los incendios de Los Ángeles, el Cuerpo de Ingenieros del Ejército de los Estados Unidos comenzó a liberar agua de los embalses federales en el lago Success y el lago Kaweah de California a través de la presa Schafer y la presa Terminus respectivamente, por un total de 2200 millones de galones de agua según las autoridades locales. El Cuerpo de Ingenieros del Ejército declaró inicialmente que el agua era para California para "responder a los incendios forestales", siguiendo una orden ejecutiva de Trump. Sin embargo, el Cuerpo de Ingenieros del Ejército declaró más tarde que el agua liberada "no podía ser entregada directamente al sur de California", que otras agencias gubernamentales dijeron que "probablemente no podrían utilizar el agua adicional con tan poca antelación" y que la liberación de agua se detuvo después de que "los funcionarios electos expresaron las preocupaciones de sus electores sobre las posibles inundaciones de las tierras río abajo".
En febrero de 2025, Trump firmó dos órdenes ejecutivas que impedían el uso de fondos de la Agencia Federal de Gestión de Emergencias (FEMA) para ayudar a inmigrantes indocumentados en "ciudades santuario". Esto tuvo como consecuencia la congelación de miles de millones de dólares en subvenciones para desastres, que financiaban las labores de reconstrucción de las comunidades afectadas por el huracán Helene. En abril de 2025, la FEMA rechazó la solicitud del estado de Carolina del Norte para extender el período completo de reembolso relacionado con las labores de recuperación tras el huracán Helene. Asimismo, en marzo de 2025, la administración federal denegó una solicitud del gobernador de Georgia, Brian Kemp, para una segunda prórroga destinada a solicitar asistencia estatal por los daños ocasionados por el mismo huracán.
Los días 14 y 15 de marzo de 2025, una serie de tornados afectaron el estado de Misisipi, causando daños especialmente graves en la localidad de Tylertown, ubicada en el sur del estado. Aproximadamente dos semanas después, el 1 de abril, el gobernador Tate Reeves solicitó a la FEMA la emisión de una declaración de desastre mayor para determinadas zonas de Misisipi. A principios de mayo, David Richardson asumió como administrador interino de FEMA y, en relación con posibles cambios en las políticas de la agencia, señaló que podría incrementarse la participación de los estados en la distribución de costos, y que FEMA coordinaría la asistencia federal cuando se considere necesario.
El 23 de mayo de 2025, la administración Trump aprobó asistencia por desastre para áreas afectadas en ocho estados, incluido Misisipi. Los otros estados que recibieron la aprobación para ayuda federal fueron Nebraska, Iowa, Misuri, Kansas, Arkansas, Oklahoma y Texas.
Cameron Hamilton, designado como administrador de la FEMA por Donald Trump en enero de 2025, fue destituido por la administración a comienzos de mayo. Su despido se produjo un día después de que expresara públicamente su desacuerdo con la idea de cerrar FEMA, una propuesta insinuada por el presidente Trump, quien había calificado a la agencia de “muy lenta” y “muy burocrática”.

### Sanidad
El 14 de noviembre, en un discurso en Mar-a-Lago, Florida, Trump anunció que nominaría a Robert F. Kennedy Jr. para el cargo de secretario de Salud y Servicios Humanos. Este nombramiento causó polémica, debido al respaldo reiterado de Kennedy a las teorías conspirativas antivacunas, con el director de la Asociación Americana de Salud Pública afirmando que Kennedy "ya causó un gran daño en la salud en el país" y que además es "una persona sin antecedentes en materia de salud". En diciembre, Trump reveló que estaba discutiendo con Kennedy la posibilidad de poner fin a los programas de vacunación infantil y promovió la afirmación científicamente refutada de que existe un vínculo entre las vacunas y el autismo.
Tras ser elegido, el gobierno de Trump ordenó congelar todas las comunicaciones e informes del Departamento de Salud y Servicios Humanos y sus subagencias, a menos que fueran aprobados por un designado político. El 22 de enero, el Departamento de Seguridad Nacional anunció que el Servicio de Control de Inmigración y Aduanas comenzaría a arrestar a inmigrantes ilegales en hospitales, si fuera necesario.
En enero de 2025 se informó que un funcionario de los Centro de Control de las Enfermedades y Prevención (CDC) había ordenado a todo el personal de los CDC que dejara de trabajar con la Organización Mundial de la Salud. Alrededor del 31 de enero de 2025, varios sitios web, páginas y conjuntos de datos de los CDC relacionados con la prevención del VIH y las ITS, la salud LGBT y la salud de los jóvenes dejaron de estar disponibles para su visualización después de que se le ordenara a la agencia cumplir con la orden ejecutiva de Donald Trump de eliminar todo el material de "diversidad, equidad e inclusión" e "identidad de género". Poco después, los CDC ordenaron a sus científicos que se retractaran o pausaran la publicación de todas las investigaciones presentadas o aceptadas para su publicación, pero aún no publicadas, que incluyeran alguno de los siguientes términos prohibidos: «Género, transgénero, persona embarazada, personas embarazadas, LGBT, transexual, no binario, asignado hombre al nacer, asignado mujer al nacer, biológicamente hombre, biológicamente mujer».
En enero de 2025, debido a una pausa en las comunicaciones impuesta por la segunda administración de Trump en las agencias federales de salud, se detuvo la publicación del Informe Semanal de Morbilidad y Mortalidad (MMWR), la primera vez que eso sucedía desde su creación en 1960. El presidente de la Sociedad Americana de Enfermedades Infecciosas (IDSA) calificó la pausa en la publicación como un "desastre". La primera administración Trump intentó detener la publicación después de que el MMWR publicara información sobre la COVID-19 que "contradecía el mensaje de la Casa Blanca". La pausa en las comunicaciones también provocó la cancelación de una reunión entre los CDC y la IDSA sobre las amenazas a la salud pública respecto al virus de la influenza H5N1.
El 14 de febrero de 2025, la administración despidió a alrededor de 1300 empleados de los CDC, incluidos todos los funcionarios de primer año del Servicio de Inteligencia Epidémica. Los recortes también despidieron a 16 de los 24 becarios del programa del Servicio de Liderazgo de Laboratorio, un programa diseñado para científicos de laboratorio en el inicio de su carrera para abordar las deficiencias de las pruebas de laboratorio de los CDC. Al mes siguiente, la administración Trump retiró silenciosamente a su candidato a director de los CDC, Dave Weldon, apenas minutos antes de su audiencia de confirmación en el Senado programada para el 13 de marzo.
El 18 de febrero, Trump firmó una orden ejecutiva que solicitaba recomendaciones políticas para reducir los costos de bolsillo de la fecundación in vitro (FIV) y recomendaciones para eliminar cualquier legislación que "exacerbe" los costos la FIV. Una hoja informativa publicada por la Casa Blanca también declaró que la administración iba a estudiar la posibilidad de ampliar la cobertura de atención médica para la FIV. El 25 de febrero, Trump firmó una orden ejecutiva para mejorar la transparencia de los costos de la atención médica.
A finales de abril de 2025, la administración Trump suspendió temporalmente y luego reincorporó de manera provisional a empleados federales del Instituto Nacional para la Seguridad y Salud Ocupacional (NIOSH) que participaban en la vigilancia de casos de neumoconiosis (conocida como enfermedad del pulmón negro). Los empleados fueron contratados nuevamente hasta junio. La administración anunció su intención de trasladar el programa de vigilancia a una nueva entidad llamada Administración para una América Saludable.

### Inmigración
Trump tiene la intención de expandir y revivir las políticas de inmigración que impuso durante su primera presidencia, incluyendo su veto de viaje a musulmanes, la expulsión de solicitantes de asilo argumentando que portan enfermedades infecciosas, la posibilidad de delegar en oficiales de policía y soldados para ayudar al Servicio de Control de Inmigración y Aduanas en las deportaciones masivas, y establecer extensos campos de detención, según The New York Times.

#### Plan de deportación masiva

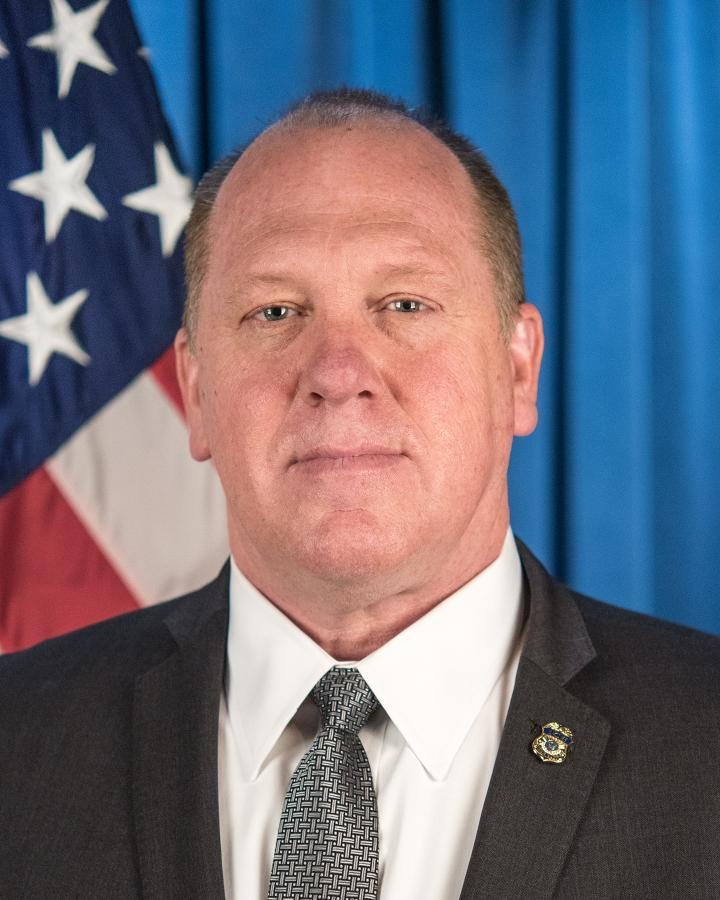
Tom Homan, «zar de la frontera» nominado por Trump

La deportación masiva de inmigrantes en Estados Unidos fue propuesta e iniciada durante la segunda presidencia de Donald Trump. El expresidente planteó utilizar las fuerzas armadas, agencias federales como ICE y cuerpos de policía locales para expulsar al menos a 11 millones de inmigrantes en situación irregular que residen en el país. Gran parte del plan ha sido adaptado del Proyecto 2025, impulsado por la Fundación Heritage.

### Procesamientos
En septiembre de 2024, Trump declaró que «esas personas que hackearon serán procesadas con todo el peso de la Ley». Amenazó con procesar al director ejecutivo de Meta Platforms, Mark Zuckerberg, por donar US$400 millones a agencias electorales durante la pandemia de COVID-19 en Save America (2024).
Se espera que Trump ponga fin a los procesamientos del Departamento de Justicia de los Estados Unidos en su contra en Washington D. C. y Florida. El fiscal especial Jack Smith está considerando poner fin a sus procesamientos temprano y presentar un informe final al fiscal general Merrick Garland antes de que Trump asuma el cargo, según The Washington Post.

### Indultos

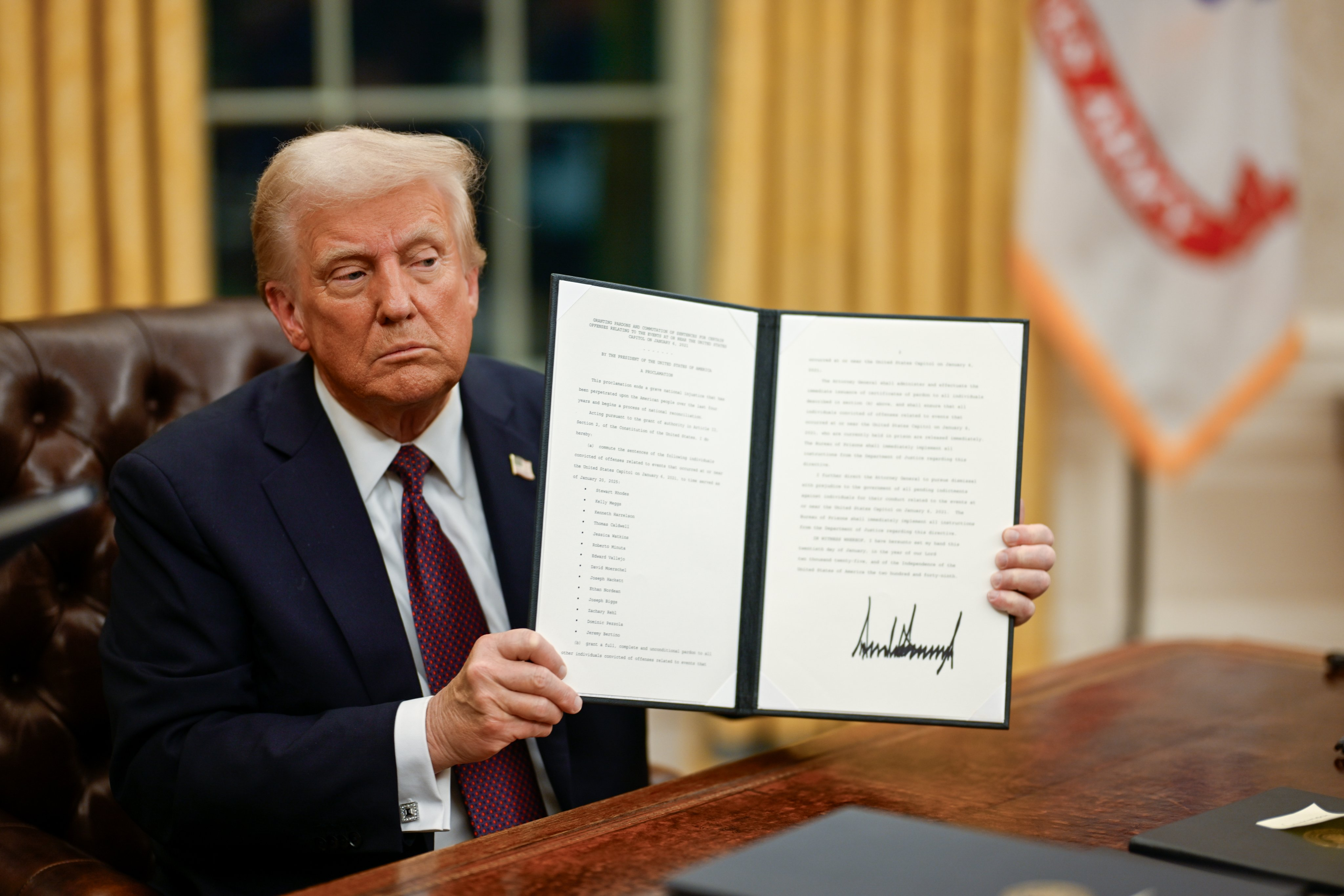
El presidente Trump después de haber firmado la orden para indultar a los condenados por el asalto al capitolio.

Trump mencionó en múltiples ocasiones que, de ser reelegido, otorgaría indultos a los manifestantes del ataque al Capitolio. En marzo de 2024, 500 personas habían sido condenadas a prisión y 1 358 habían sido acusadas penalmente. Al asumir nuevamente la presidencia el 20 de enero de 2025, Trump cumplió su promesa y emitió un indulto masivo para los acusados del asalto. Tras la concesión de los indultos por parte de Trump a todos los manifestantes, el presidente de la Cámara de Representantes Mike Johnson anunció el 22 de enero la formación de un panel para investigar el comité del 6 de enero, en lo que Associated Press describió como "un esfuerzo por defender las acciones de Trump ese día y cuestionar el trabajo de un comité bipartidista que investigó el asalto hace dos años".
En mayo de 2024, Trump dijo que conmutaría la sentencia de Ross Ulbricht en su primer día en el cargo. Ulbricht está cumpliendo una cadena perpetua por crear y operar el sitio web Silk Road, que operaba como un servicio oculto en la red Tor y facilitaba la venta de narcóticos y otros productos y servicios ilegales. El 21 de enero de 2025, Trump otorgó un indulto total e incondicional a Ross Ulbricht.
El 20 de enero concedió 1 500 indultos y seis conmutaciones de penas a personas acusadas en relación con el ataque al Capitolio de los Estados Unidos del 6 de enero.
El 23 de enero de 2025, Trump concedió indultos a 23 manifestantes antiaborto. Entre los 23 indultados se encontraban Lauren Handy y 9 de sus coacusados, quienes estuvieron involucrados en el bloqueo de octubre de 2020 de una clínica de abortos en Washington D. C., y luego condenados por violación de la Ley de Libertad de Acceso a las Entradas a Clínicas.
Trump también ha planteado o insinuado la posibilidad de conceder indultos a Julian Assange y Peter Navarro. Los medios de comunicación también han especulado que estos pudieran extenderse a Eric Adams y a Todd y Julie Chrisley.
En marzo de 2025, Trump escribió en redes sociales que los indultos del presidente Joe Biden a los legisladores que investigaron el ataque del 6 de enero eran "nulos, sin valor y sin efecto", ya que Trump afirmó que estos indultos se firmaron con máquina de firmar. En 2024, el Tribunal de Apelaciones del Cuarto Circuito dictaminó que los indultos no tienen que constar por escrito.

### Derechos LGBTQ
En su campaña de 2024, Trump detalló una serie de propuestas destinadas a revertir las recientes políticas relacionadas con la comunidad LGBTQ y reformular las directrices federales sobre identidad de género y derechos de las personas transgénero. Afirmó que "el primer día" revertiría la expansión del Título IX de la administración Biden, que protege los derechos de los estudiantes transgénero a usar baños, vestuarios y pronombres que se alineen con su identidad de género. También se comprometió a recortar la financiación federal a las escuelas que promuevan "la teoría crítica de la raza, la locura transgénero y otros contenidos raciales, sexuales o políticos inapropiados".
Sus políticas propuestas limitarían significativamente la atención de afirmación de género, incluyendo una prohibición federal de dicha atención para menores y el bloqueo de la financiación de Medicare y Medicaid para médicos que brinden servicios de afirmación de género. Trump también propuso prohibir a las agencias federales "promover" las transiciones de género y planea encargar al Departamento de Justicia que investigue los posibles efectos a largo plazo de los tratamientos de afirmación de género.
En su discurso inaugural, declaró que "será la política oficial del gobierno de los Estados Unidos que sólo haya dos géneros, masculino y femenino". Más tarde ese día, emitió una orden ejecutiva:
- El 20 de enero, el documento "Defendiendo a las mujeres del extremismo de la ideología de género y restaurando la verdad biológica en el gobierno federal" define el sexo como binario. No incluye ninguna excepción para las personas intersexuales a las que no se les puede asignar un sexo con claridad inmediatamente al nacer.[129][130][131]

Como consecuencia de la orden "Defendiendo a las mujeres":
- El 23 de enero, el Departamento de Estado congeló todas las solicitudes de pasaportes estadounidenses con el marcador no binario "X" y anunció que los pasaportes solo reflejarían el sexo asignado a la persona al nacer, prohibiendo a los estadounidenses elegir el marcador "X" o cambiar su designación de sexo en los pasaportes estadounidenses.[132]
- El 31 de enero, se ordenó a los empleados federales que modificaran sus firmas de correo electrónico para que dejaran de incluir pronombres personales relacionados con su identidad de género.[133]
- En febrero, la Comisión para la Igualdad de Oportunidades en el Empleo de Estados Unidos decidió desestimar seis de sus propios casos pendientes en los que se alegaba discriminación por identidad de género: uno en Alabama, uno en California, tres en Illinois y uno en Nueva York.[134]

También firmó otras órdenes:
- El 27 de enero, la orden "Priorizar la excelencia y la preparación militar" anuló la inclusión de miembros transgénero en el ejército estadounidense.[135][136][137]
- El 28 de enero, la ley "Proteger a los niños de la mutilación química y quirúrgica" amenazó con la financiación federal de cualquier institución médica que proporcione atención de afirmación de género a una persona menor de 19 años.[138] (El 13 de febrero, sin embargo, un juez la bloqueó).[139]
- El 29 de enero, "Poner fin al adoctrinamiento radical en la educación primaria y secundaria" amenazó con la financiación federal de cualquier escuela que reconozca la transición de género de un niño, incluidos los cambios de nombre o pronombre.[140]
- El 5 de febrero, "Mantener a los hombres fuera del deporte femenino" intentó prohibir que las mujeres transgénero participen en deportes femeninos.[141]
- El 6 de febrero, "Erradicando el sesgo anticristiano" se refirió a ciertos reconocimientos de la orientación sexual y la identidad de género como ejemplos de "gobierno anticristiano".[142]

Trump ordenó el cierre de todos los programas DEI antes del 22 de enero, puso a todos los empleados de dichos programas en licencia inmediata y exigió que los empleados federales informen sobre sus colegas que intentan "disfrazar estos programas utilizando un lenguaje codificado o impreciso". Trump anuló la Orden Ejecutiva 11246 firmada por el expresidente Lyndon B. Johnson que prohíbe la discriminación laboral por motivos de raza, color, religión y origen nacional, y que establece la discriminación positiva.

### Militar
En noviembre de 2024, se informó que el equipo de transición de Trump estaba compilando una lista de oficiales militares involucrados en la retirada de tropas de Afganistán e investigando si podrían ser sometidos a un tribunal militar. También estaban considerando crear una comisión para investigar la retirada, incluyendo si algunos militares podrían ser considerados culpables de traición. Durante su campaña, Trump prometió utilizar el ejército en suelo estadounidense para luchar contra "el enemigo interno" al que calificó de "lunáticos de izquierda radical" y contra políticos demócratas como Adam Schiff. Al asumir el cargo, se describió a Trump como alguien que politizaba el ejército e introducía temas de guerra cultural.
Charles Q. Brown Jr., quien fue nominado originalmente por Trump, se convirtió en el primer afroamericano en liderar una rama de las Fuerzas Armadas de los Estados Unidos. Trump despidió abruptamente a Brown como presidente del Estado Mayor Conjunto el 21 de febrero de 2025. Trump anunció posteriormente que Brown sería reemplazado por John D. Caine.

### Religión
La campaña de Trump adoptó los símbolos, la retórica y la agenda del nacionalismo cristiano. Incluyó imágenes religiosas cristianas en su ideología, caracterizándola como una "cruzada justa" contra "ateos, globalistas y marxistas".
El 6 de febrero de 2025, después del Desayuno de Oración Nacional, Donald Trump firmó una orden ejecutiva para crear un grupo de trabajo para "detener inmediatamente todas las formas de discriminación y ataques anticristianos dentro del gobierno federal, incluyendo al Departamento de Justicia, que fue absolutamente terrible, el Servicio de Impuestos Internos de los Estados Unidos, el FBI - terrible - y otras agencias". Donald Trump nombró a la fiscal general Pam Bondi para dirigir el grupo de trabajo y nombró a Paula White para dirigir la Oficina de Fe de la Casa Blanca. Trump ha criticado lo que considera una persecución a los cristianos.

### Ciencia
En respuesta a las órdenes ejecutivas, se congelaron los fondos científicos y se eliminaron datos relacionados con cuestiones LGBTQ, género, cambio climático y diversidad racial. La Fundación Nacional de Ciencias (NSF) dejó de pagar subvenciones a los investigadores, dejando a muchos sin salario. La Administración de Alimentos y Medicamentos comenzó a eliminar material sobre la diversidad de ensayos clínicos, que prueban los efectos de los tratamientos médicos en diferentes poblaciones. El índice de vulnerabilidad social y el índice de justicia ambiental de los Centros para el Control y Prevención de Enfermedades (CDC), que miden las disparidades en los riesgos para la salud, fueron eliminados del sitio web, y el 31 de enero el portal de datos quedó completamente fuera de línea en respuesta a la Orden Ejecutiva 14168. AtlasPlus, una herramienta interactiva de los CDC para rastrear enfermedades como el VIH, la hepatitis, las infecciones de transmisión sexual y la tuberculosis, fue eliminada. Las páginas web del censo sobre identidad y orientación sexual fueron desconectadas y las páginas de los CDC sobre el VIH y la juventud LGBTQ+ también desaparecieron. Según The Atlantic, la administración Trump tenía la intención de "apuntar y reemplazar" palabras clave en el contenido de los CDC, incluidas "personas embarazadas, transgénero, binario, no binario, asignado al nacer, cisgénero, queer, identidad de género, minoría de género o cualquier cosa con pronombres".
La NSF anunció el 4 de febrero de 2025 que despediría entre el 25 y el 50% de su personal. El 7 de febrero, los Institutos Nacionales de Salud (NIH) anunciaron que limitarían el apoyo para costos indirectos en subvenciones a instituciones al 15% del valor de la subvención. Los costos indirectos cubren gastos que no están directamente relacionados con la investigación pero que son necesarios para respaldarla, como el alquiler de las instalaciones, servicios públicos como calefacción y electricidad, o personal administrativo y de limpieza. Los costos indirectos suelen oscilar entre el 30% y el 70%, y los recortes representan "de decenas a cientos de millones de dólares" en fondos perdidos para institutos de investigación que podrían provocar despidos, congelaciones de contrataciones y la finalización de proyectos de investigación. Los recortes se habían delineado previamente en el Proyecto 2025 para combatir lo que fue caracterizado como subsidios para "agendas de izquierda" y esfuerzos de diversidad, equidad e inclusión.
En algunos casos, el gobierno intentó volver a contratar científicos. Miembros del personal técnico de la Administración Nacional de Seguridad Nuclear del Departamento de Energía, que supervisa el arsenal nuclear, fueron despedidos el 13 de febrero; los intentos de contactarlos para volver a contratarlos fracasaron porque sus correos electrónicos se habían desconectado. El Departamento de Agricultura despidió a varios científicos que trabajaban en el actual brote de gripe aviar durante el mismo fin de semana e intentó volver a contratarlos. A los miembros del Servicio de Inteligencia Epidémica de los CDC se les dijo que sus puestos habían sido eliminados, pero la decisión fue revocada después de una protesta.
Los despidos en la Oficina Nacional de Administración Oceánica y Atmosférica (NOAA) comenzaron el 27 de febrero de 2025, cuando 880 empleados (aproximadamente el 5% de la organización) fueron despedidos. La administración declaró que no se despidió a ningún empleado crítico, como los meteorólogos del Servicio Meteorológico Nacional (NWS), aunque una fuente dentro del NWS informó a CBS News que los meteorólogos estaban incluidos en los despidos.

### Seguro Social
El 18 de marzo de 2025, la Administración del Seguro Social dijo que implementaría requisitos de verificación de identidad más estrictos a partir del 31 de marzo. El 26 de marzo, la fecha de implementación se pospuso al 14 de abril. La política requiere que las personas se presenten en persona en una oficina local cuando soliciten beneficios de jubilación, beneficios para sobrevivientes o beneficios auxiliares si no pueden presentar la solicitud en línea, eliminando la opción de verificar la identidad por teléfono. Las solicitudes de SSDI, Medicare o SSI están exentas de los requisitos de verificación en persona, junto con los solicitantes de beneficios sujetos a situaciones extremas "como casos terminales o escenarios de preliberación de prisioneros". Esta nueva política llega en un momento en que la administración Trump está cerrando algunas oficinas locales y despidiendo a algunos empleados del Seguro Social.

### Idioma oficial
El 1 de marzo de 2025, Donald Trump firmó una orden ejecutiva en la que designaba el idioma inglés como el idioma oficial de Estados Unidos.

## Gabinete
Sus nominaciones han sentado ciertos precedentes en la historia de cargos de los Estados Unidos:
- Tercer vicepresidente más joven: J. D. Vance

- Secretaria de Prensa más joven: Karoline Leavitt

- Primera Jefa de Gabinete de la Casa Blanca: Susie Wiles

- Primer Secretario de Estado de ascendencia latina: Marco Rubio

| Gabinete de Trump II (2025 - 2029)                             | Gabinete de Trump II (2025 - 2029) | Gabinete de Trump II (2025 - 2029)                                                            | Gabinete de Trump II (2025 - 2029)       |
| Cargo                                                          | Nominado                           | Ocupación                                                                                     | Período                                  |
| -------------------------------------------------------------- | ---------------------------------- | --------------------------------------------------------------------------------------------- | ---------------------------------------- |
| Vicepresidente                                                 | J. D. Vance                        | Senador de Ohio                                                                               | 20 de enero de 2025 - en el cargo        |
| Secretario de Estado                                           | Marco Rubio                        | Senador de Florida                                                                            | 20 de enero de 2025 - en el cargo        |
| Secretario del Tesoro                                          | Scott Bessent                      | Inversionista en diversas empresas                                                            | 28 de enero de 2025 - en el cargo        |
| Secretario de Defensa                                          | Pete Hegseth                       | Veterano de guerra (mayor del ejército estadounidense)                                        | 25 de enero de 2025 - en el cargo        |
| Fiscal general                                                 | Pam Bondi                          | Exfiscal general de Florida                                                                   | 5 de febrero de 2025-en el cargo         |
| Secretario del Interior                                        | Doug Burgum                        | Gobernador de Dakota del Norte                                                                | 1 de febrero de 2025-en el cargo         |
| Secretario de Agricultura                                      | Brooke Rollins                     | Abogada                                                                                       | 13 de febrero de 2025 - en el cargo      |
| Secretario de Comercio                                         | Howard Lutnick                     | Empresario                                                                                    | 21 de febrero de 2025 - en el cargo      |
| Secretario de Trabajo                                          | Lori Chavez-DeRemer                | Congresista por Oregón                                                                        | 11 de marzo de 2025 - en el cargo        |
| Secretario de Salud y Servicios Humanos                        | Robert F. Kennedy Jr.              | Activista antivacunas                                                                         | 13 de febrero de 2025-en el cargo        |
| Secretario de Vivienda y Desarrollo Urbano                     | Scott Turner                       | Excongresista estatal en Texas                                                                | 5 de febrero de 2025-en el cargo         |
| Secretario de Transporte                                       | Sean Duffy                         | Excongresista por Wisconsin                                                                   | 28 de enero de 2025 - en el cargo        |
| Administrador de la Administración Federal de Aviación         | Chris Rocheleau                    | Exdirector de operaciones de la Asociación Nacional de Aviación Comercial                     | 30 de enero de 2025 - en el cargo        |
| Secretario de Energía                                          | Chris Wright                       | Ejecutivo de empresas petroleras                                                              | 4 de febrero de 2025-en el cargo         |
| Secretario de Educación                                        | Linda McMahon                      | Exadministradora de la Administración de Pequeños Negocios                                    | 3 de marzo de 2025-en el cargo           |
| Secretario de Asuntos de los Veteranos                         | Doug Collins                       | Excongresista republicano y miembro de la Fuerza Aérea de los Estados Unidos                  | 5 de febrero de 2025-en el cargo         |
| Secretario de Seguridad Nacional                               | Kristi Noem                        | Gobernadora de Dakota del Sur                                                                 | 25 de enero de 2025 - en el cargo        |
| Comisionado de la Oficina de Aduanas y Protección Fronteriza   | Rodney Scott                       | Exjefe de la Patrulla Fronteriza                                                              | 20 de enero de 2025 - en el cargo        |
| Jefe de la Patrulla Fronteriza                                 | Mike Banks                         | Exagente de la Patrulla Fronteriza                                                            | 20 de enero de 2025 - en el cargo        |
| Director del Servicio de Control de Inmigración y Aduanas      | Caleb Vitello                      | Exjefe de personal del Servicio de Control de Inmigración y Aduanas                           | 20 de enero de 2025 - en el cargo        |
| Director del Servicio Secreto                                  | Sean Curran                        | Agente de seguridad personal de Donald Trump                                                  | 20 de enero de 2025 - en el cargo        |
| Jefe de Gabinete de la Casa Blanca                             | Susie Wiles                        | Activista y dirigente política                                                                | 20 de enero de 2025 - en el cargo        |
| Director de Comunicaciones de la Casa Blanca                   | Steven Cheung                      | Asesor político                                                                               | 20 de enero de 2025 - en el cargo        |
| Secretario de Prensa de la Casa Blanca                         | Karoline Leavitt                   | Exsecretaria de prensa adjunta y exescritora presidencial                                     | 20 de enero de 2025 - en el cargo        |
| Consejero de la Casa Blanca                                    | David Warrington                   | Abogado                                                                                       | 20 de enero de 2025 - en el cargo        |
| Consejero de Seguridad Nacional                                | Michael Waltz                      | Congresista por Florida, empresario, comentarista televisivo, escritor y oficial del Ejército | 20 de enero de 2025 - en el cargo        |
| Director de Inteligencia Nacional                              | Tulsi Gabbard                      | Teniente coronel del Ejército de los Estados Unidos                                           | 12 de febrero de 2025 - en el cargo      |
| Director de la Agencia Central de Inteligencia                 | John Ratcliffe                     | Exdirector de Inteligencia Nacional                                                           | 23 de enero de 2025 - en el cargo        |
| Administrador de la Agencia de Protección Ambiental            | Lee Zeldin                         | Excongresista republicano por Nueva York                                                      | 30 de enero de 2025 - en el cargo        |
| Director de la Oficina de Administración y Presupuesto         | Russell Vought                     | Exdirector de la Oficina de Administración y Presupuesto                                      | 7 de febrero de 2025 - en el cargo       |
| Embajador ante las Naciones Unidas                             | Elise Stefanik                     | Congresista por Nueva York                                                                    | 27 de febrero de 2025 - en el cargo      |
| Representante de Comercio                                      | Jamieson Greer                     | Abogado y funcionario comercial                                                               | 27 de febrero de 2025 - en el cargo      |
| Director del Departamento de Eficiencia Gubernamental (nuevo)  | Elon Musk                          | Empresario                                                                                    | 20 de enero de 2025 - 30 de mayo de 2025 |
| Administrador de la Agencia Federal de Pequeños Negocios       | Kelly Loeffler                     | Empresaria                                                                                    | 20 de enero de 2025 - en el cargo        |
| Director del Consejo de Asesores Económicos                    | Stephen Miran                      | Economista                                                                                    | 20 de enero de 2025 - en el cargo        |
| Director de la Oficina de Política de Ciencia y Tecnología     | Michael Kratsios                   | Ejecutivo de negocios                                                                         | 20 de enero de 2025 - en el cargo        |
| Enviado presidencial especial en Hollywood (nuevo)             | Mel Gibson                         | Actor y director                                                                              | 20 de enero de 2025 - en el cargo        |
| Enviado presidencial especial en Hollywood (nuevo)             | Sylvester Stallone                 | Actor y director                                                                              | 20 de enero de 2025 - en el cargo        |
| Enviado presidencial especial en Hollywood (nuevo)             | Jon Voight                         | Actor                                                                                         | 20 de enero de 2025 - en el cargo        |
| Enviado presidencial especial para Asuntos de Rehenes          | Adam Boehler                       | Empresario y exdirector ejecutivo de la Corporación Financiera de Desarrollo Internacional    | 20 de enero de 2025 - en el cargo        |
| Enviado presidencial especial para Misiones Especiales (nuevo) | Richard Grenell                    | Diplomático                                                                                   | 20 de enero de 2025 - en el cargo        |
| Enviado presidencial especial para América Latina (nuevo)      | Mauricio Claver-Carone             | Expresidente del Banco Interamericano de Desarrollo                                           | 20 de enero de 2025 - en el cargo        |
| Enviado presidencial especial para Oriente Medio (nuevo)       | Steve Witkoff                      | Inversor y propietario inmobiliario                                                           | 20 de enero de 2025 - en el cargo        |
| Enviado presidencial especial para Ucrania y Rusia (nuevo)     | Keith Kellogg                      | Diplomático y teniente general del Ejército de los Estados Unidos                             | 20 de enero de 2025 - en el cargo        |
| Enviado presidencial especial para el Reino Unido (nuevo)      | Mark Burnett                       | Productor de televisión                                                                       | 20 de enero de 2025 - en el cargo        |
| Director de la Agencia Federal de Financiamiento de Vivienda   | Bill Pulte                         | Empresario                                                                                    | 20 de enero de 2025 - en el cargo        |
| Administrador de la NASA                                       | Jared Isaacman                     | Empresario y astronauta comercial                                                             | 20 de enero de 2025 - en el cargo        |
| Comisionado de la Administración del Seguro Social             | Frank Bisignano                    | Empresario                                                                                    | 20 de enero de 2025 - en el cargo        |
| Presidente de la Comisión Federal de Comunicaciones            | Brendan Carr                       | Abogado                                                                                       | 20 de enero de 2025 - en el cargo        |
| Presidente de la Comisión Federal de Comercio                  | Andrew N. Ferguson                 | Abogado                                                                                       | 20 de enero de 2025 - en el cargo        |
| Presidente de la Comisión de Bolsa y Valores                   | Paul Atkins                        | Empresario                                                                                    | 20 de enero de 2025 - en el cargo        |

## Política exterior

### Comercio y aranceles
Trump ha dicho que establecerá un Servicio de Impuestos Externos para recaudar aranceles. En febrero de 2025, Trump anunció aranceles sobre productos de México, Canadá y China, y reconoció que, como resultado, los consumidores estadounidenses podrían sentir un dolor "a corto plazo".

#### Aranceles
Los aranceles a la importación durante la segunda presidencia de Donald Trump y denominado por los medios de comunicación como guerra arancelaria, han reflejado una intensificación de las políticas comerciales proteccionistas en los Estados Unidos, con el presidente Donald Trump anunciando una serie de elevados aranceles a la importación que afectan a todos sus socios comerciales. Mientras que su primera administración impuso aranceles sobre aproximadamente 380 mil millones de dólares en importaciones, se proyecta que el total bajo su segunda administración supere los 1,4 billones de dólares para abril de 2025.
Trump reanudó la guerra comercial entre China y Estados Unidos, elevando los aranceles sobre China hasta un 145%. Asimismo, inició una segunda guerra comercial con Canadá y México al imponer un arancel del 25% sobre la mayoría de los productos canadienses y mexicanos, aunque posteriormente eximió de manera indefinida a todos los bienes que cumplieran con el T-MEC. Trump justificó estas acciones como un medio para responsabilizar a estos países por el tráfico de drogas ilegales y la inmigración irregular, además de apoyar la manufactura nacional. El 12 de marzo de 2025 entró en vigor un arancel global del 25% sobre productos de acero y aluminio.

### USAID
En 2024, el Inspector General de USAID inició una investigación sobre Starlink, operado por Musk; esto generó preocupaciones sobre un posible conflicto de intereses debido a su papel en la reducción de la agencia.
En 2025, fuentes internas de la administración de Donald Trump afirmaron que el presidente había ordenado el cierre de la agencia. Un juez federal detuvo una de las primeras órdenes y el desalojo de miles de empleados.
El 20 de enero de 2025, el presidente Donald Trump, a través de una orden ejecutiva, ordenó una congelación total de la ayuda exterior. Días después, el Secretario de Estado Marco Rubio emitió una exención para la ayuda humanitaria. A pesar de la exención, persistió la confusión sobre cómo debían actuar las agencias. Más de 1,000 empleados y contratistas de USAID fueron despedidos o suspendidos tras la congelación casi total de la asistencia global de EE. UU. implementada por la segunda administración de Trump. Matt Hopson, jefe de gabinete de USAID designado por la administración de Trump, renunció.
El 1 de febrero de 2025, el sitio web y las redes sociales oficiales de USAID fueron desactivadas. El 2 de febrero de 2025, Elon Musk, quien ha estado ejecutando parte de la agenda de reducción de costos de Trump, anunció que él y Trump estaban en proceso de cerrar USAID, calificándola de "organización criminal" y "más allá de cualquier reparación". El 3 de febrero, Marco Rubio anunció que había sido nombrado Administrador Interino de USAID por Trump y que la agencia sería fusionada con el Departamento de Estado de los Estados Unidos.
El 4 de febrero de 2025, se anunció que a las 11:59 p. m. (EST) del 7 de febrero, todo el personal de contratación directa de USAID sería puesto en licencia administrativa a nivel global, salvo aquellos designados para funciones críticas. Para la noche del 6 de febrero, surgieron informes de que solo 294 empleados serían retenidos, de un total de más de 10,000.
El 6 de febrero, la American Foreign Service Association y la American Federation of Government Employees presentaron una demanda en la Corte del Distrito de Columbia solicitando una orden de restricción temporal contra la administración, argumentando que violaba la separación de poderes, la Cláusula de Cumplimiento de la Constitución y la Ley de Procedimiento Administrativo. Al día siguiente, el juez federal Carl Nichols emitió una orden de restricción temporal, deteniendo la eliminación acelerada de trabajadores. Sin embargo, el 21 de febrero el juez no renovó la medida cautelar, lo que significó el despido masivo del personal en Washington y la puesta del personal estadounidense en las misiones en licencia administrativa a partir del 23 de febrero a las 11:59 p.m. (EST). El 26 de febrero de 2025, se cancelaron la mayoría de los programas, quedando sólo alrededor de 500 subvenciones relacionadas con asistencia humanitaria de emergencia. El 28 de marzo de 2025 a través de una Notificación Congresional se conoció que USAID transferiría los programas sobrevivientes al Departamento de Estado a más tardar el 1 de julio de 2025, todas las misiones al rededor del mundo serían cerradas antes del 15 de agosto y el personal estadounidense en las misiones recibió su notificación de despido masivo, mientras que el personal local de las misiones fue notificado de su despido masivo el 9 de abril.

### África

#### República Democrática del Congo
El secretario de Estado Marco Rubio condenó la ofensiva de Goma respaldada por Ruanda en la República Democrática del Congo y afirmó que Estados Unidos apoya la soberanía congoleña en una llamada telefónica con el presidente de la República Democrática del Congo Félix Tshisekedi. Rubio pidió un alto el fuego inmediato el 28 de enero de 2025, después de una conversación telefónica con el presidente de Ruanda Paul Kagame, y que todas las partes respeten la integridad territorial soberana.

#### Sudáfrica
El 6 de febrero de 2025, el Secretario de Estado Marco Rubio anunció que no asistiría a la cumbre del G20 en Johannesburgo, citando la "polémica ley de expropiación de tierras" de Sudáfrica como una de sus razones. Al día siguiente, el presidente Trump emitió una Orden Ejecutiva para suspender cualquier ayuda o asistencia a Sudáfrica, citando la ley de expropiación de Sudáfrica que supuestamente discriminaba a los afrikáneres.
En respuesta, el portavoz del Departamento de Relaciones Internacionales y Cooperación de Sudáfrica, Chrispin Phiri, denunció la decisión, diciendo que era insensible a la experiencia histórica de Sudáfrica con el colonialismo y el apartheid y agregó que se basaba en desinformación y propaganda. Durante su discurso anual sobre el Estado de la Nación, el presidente sudafricano Cyril Ramaphosa reiteró que Sudáfrica "no se dejará intimidar ni presionar". A principios de febrero de 2025, Reuters informó que Errol Musk había organizado una llamada telefónica entre Ramaphosa y el aliado de Trump, Elon Musk, en respuesta a la suspensión de la ayuda estadounidense a Sudáfrica.

### Asia

#### Afganistán
Durante su primer mandato, la administración de Trump firmó un acuerdo de paz con los Talibán para poner fin a las dos décadas de la guerra en Afganistán. La retirada de las tropas estadounidenses comenzó en febrero de 2020 bajo Trump y continuó con la administración de Biden, que supervisó las fases finales de la retirada y la posterior caída de Kabul en agosto de 2021, lo que llevó al restablecimiento del Emirato Islámico de Afganistán. Durante la campaña, Trump criticó duramente y condenó la gestión de Biden en la retirada, calificándola como «el día más embarazoso en la historia de nuestro país» y afirmando que habría consecuencias para los responsables. También expresó su apoyo a las familias Gold Star de los 13 militares fallecidos en un atentado suicida en el Aeropuerto Internacional de Kabul durante los últimos días de la retirada, quienes a su vez apoyaron la reelección de Trump.
En noviembre de 2024, se informó que el equipo de transición de Trump estaba recopilando una lista de oficiales militares involucrados en la retirada de Afganistán y evaluando si podían ser sometidos a consejo de guerra. También estaban considerando crear una comisión para investigar la retirada, incluyendo si algunos funcionarios podrían ser elegibles para traición.

#### China
Durante su segundo mandato, el presidente Donald Trump ha adoptado una postura más agresiva hacia China, implementando políticas que han intensificado las tensiones entre ambas naciones. El 1 de febrero de 2025, Trump firmó la Orden Ejecutiva 14195, estableciendo un arancel del 10% a todas las importaciones chinas, efectivo a partir del 4 de febrero. En respuesta, China impuso aranceles del 15% sobre el carbón y el gas natural licuado, y del 10% sobre el petróleo y maquinaria agrícola estadounidenses. Además, China incluyó a PVH Corp. e Illumina en su "Lista de Entidades No Confiables", inició una investigación antimonopolio contra Google y añadió controles de exportación a metales como el tungsteno.
El 27 de febrero de 2025, Trump anunció que aumentaría los aranceles a las importaciones chinas del 10% al 20%, a partir del 4 de marzo. Estas medidas han generado preocupaciones sobre una posible guerra comercial a gran escala y sus implicaciones para la economía global.
Además de las disputas comerciales, han surgido inquietudes sobre la influencia de China en la política estadounidense. Líderes bipartidistas del Comité Selecto de la Cámara de Representantes sobre China advirtieron que el Partido Comunista Chino podría utilizar a Elon Musk, un importante donante y asesor cercano de Trump, para influir en las políticas de Estados Unidos. Aunque Musk no tiene autoridad decisoria en la administración, existe el temor de que su influencia pueda afectar temas críticos como el apoyo de EE. UU. a Taiwán o los derechos de navegación en el Mar de China Meridional.
En el ámbito internacional, la administración Trump ha expresado preocupaciones sobre la creciente influencia de China en América Latina. Bajo presión de Estados Unidos, un consorcio liderado por BlackRock adquirió una participación mayoritaria en los puertos panameños de Balboa y Cristóbal, anteriormente propiedad de CK Hutchison Holdings de Hong Kong. Esta acción busca mitigar la percepción de influencia china en el Canal de Panamá, una vía estratégica por donde transitan anualmente alrededor de 10,000 buques con 600 millones de toneladas de carga.
Las relaciones entre Estados Unidos y China durante el segundo mandato de Trump se caracterizan por una escalada de medidas y contramedidas que afectan no solo a ambos países, sino también al equilibrio económico y político global. El ministerio de relaciones exteriores chino aseguró que Trump "China no tolera la hegemonía ni el acoso. Si EE.UU. insiste en tácticas de máxima presión contra China, ha elegido al oponente equivocado".

#### Corea del Sur
Trump dijo en marzo de 2025, sin aportar pruebas, que "el arancel medio de Corea del Sur [a Estados Unidos] es cuatro veces superior" al arancel medio de Estados Unidos a Corea del Sur, al tiempo que destacó que Estados Unidos "da tanta ayuda militarmente y de tantas otras maneras a Corea del Sur".

### Europa

#### Dinamarca
En enero de 2025, Trump declaró que quería comprar Groenlandia a Dinamarca. Una encuesta de opinión pública posterior mostró que el 85% de los groenlandeses se oponían a esta propuesta.

#### Francia
Un mes después de las elecciones, Trump viajó a París para asistir a la reapertura de Notre-Dame de París el 7 de diciembre, cinco años después de que fuera gravemente dañada por un incendio. Fue su primer viaje al extranjero como presidente electo desde su segunda victoria electoral. Se reunió con varios líderes mundiales antes de la ceremonia, incluido el presidente francés Emmanuel Macron, el presidente ucraniano Volodímir Zelenski y el Príncipe Guillermo del Reino Unido.

#### Alemania
En febrero de 2025, el vicepresidente J. D. Vance visitó al líder del partido político alemán de extrema derecha Alternativa para Alemania y expresó su apoyo al levantamiento de las restricciones al partido.

#### Rusia y Ucrania

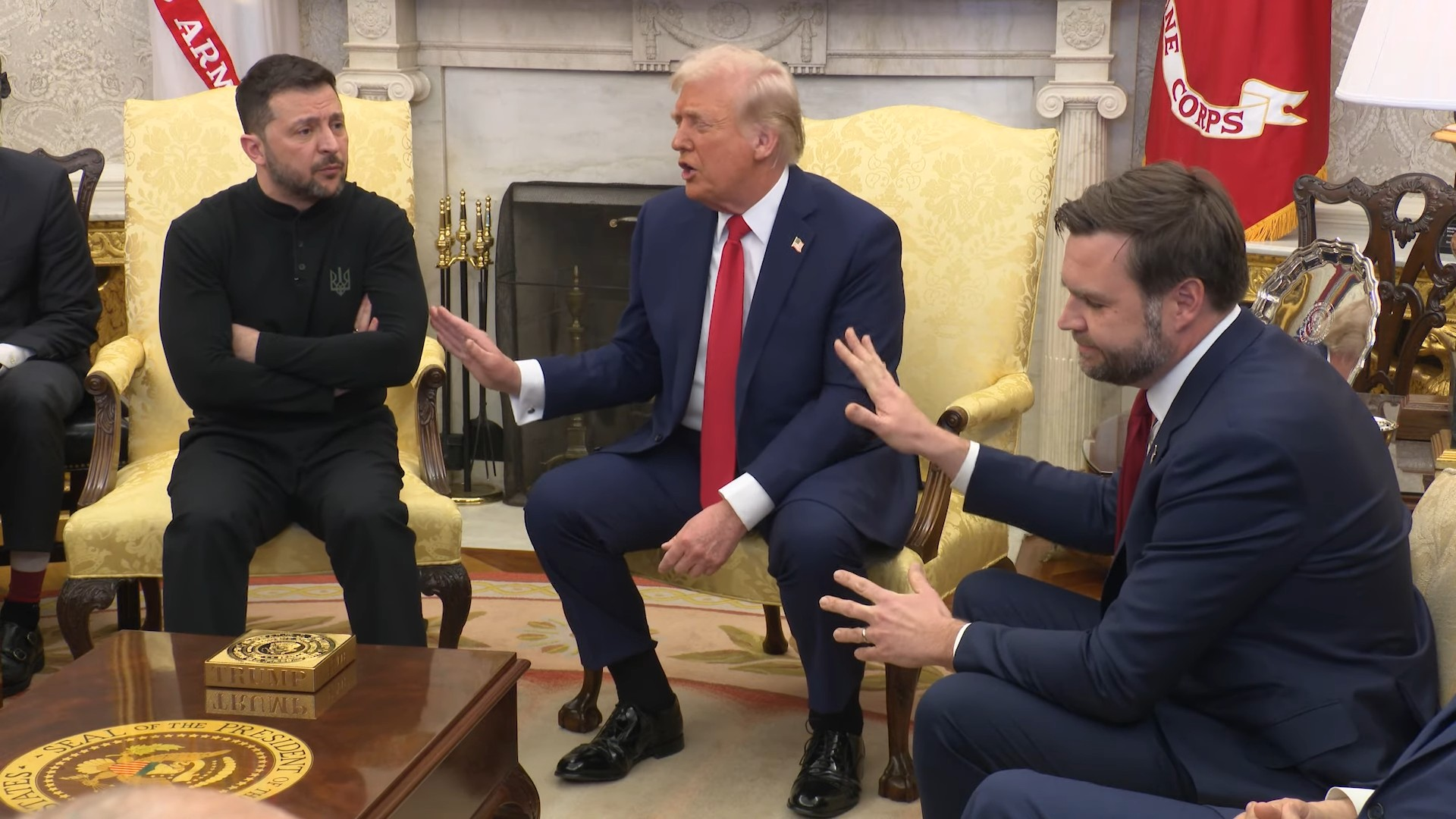
Discusión entre Trump y Zelenski en el Despacho Oval en febrero de 2025.

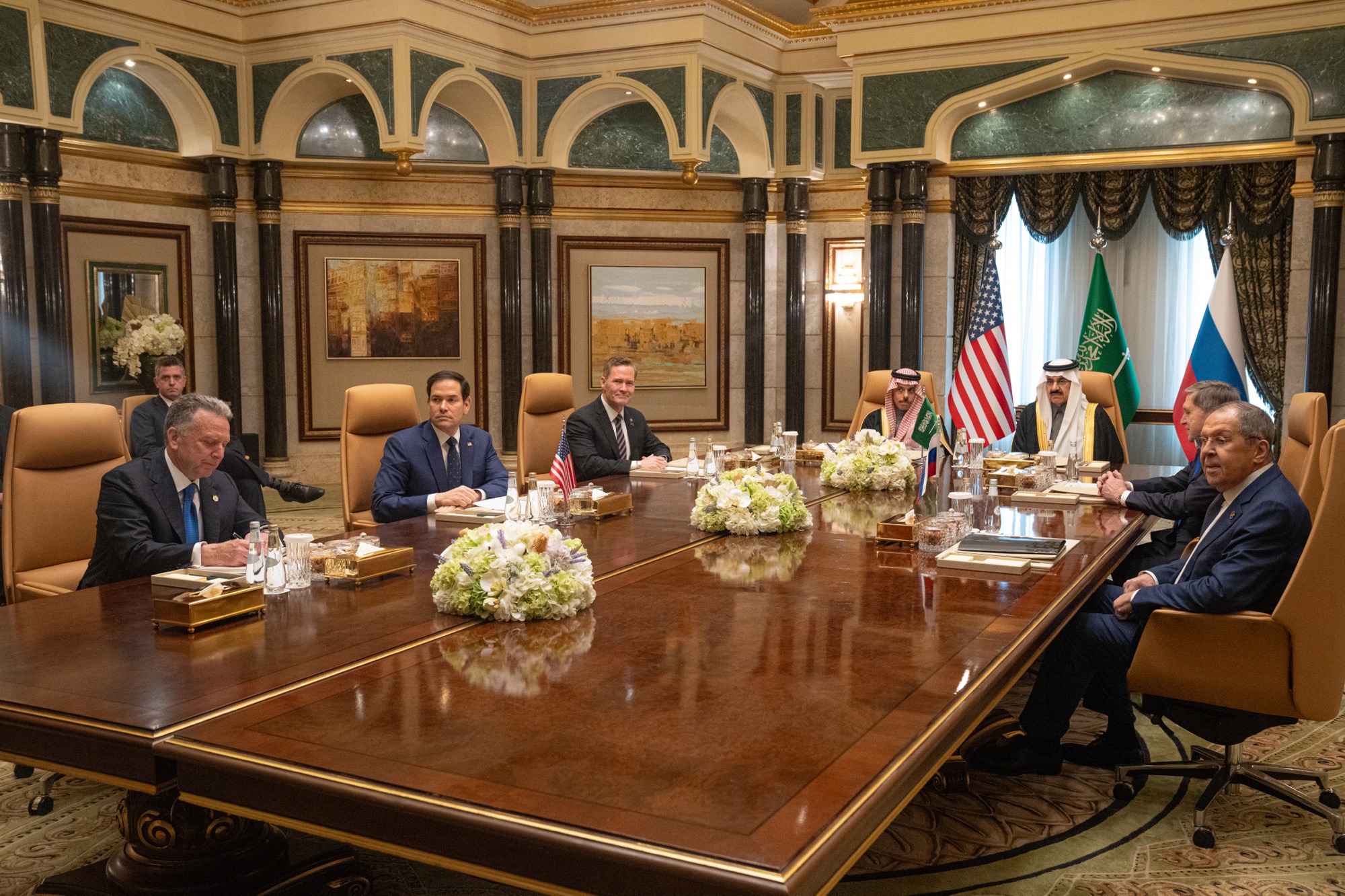
Reunión de funcionarios estadounidenses, saudíes y rusos en Riad, 18 de febrero de 2025.

Tras su victoria, Trump llamó al presidente ruso Vladímir Putin para pedirle que no escalara la guerra ruso-ucraniana, expresando interés en resolver la guerra en una fecha posterior. Trump se reunió con Volodímir Zelenski durante la campaña y en la reinauguración de la catedral de Notre Dame.
En febrero, Trump expresó que buscaría resolver el conflicto diplomáticamente mediante acuerdos con Rusia. El 28 de febrero de 2025 el presidente Volodímir Zelenski en su visita a la Casa Blanca en el que tenía planeado firmar un acuerdo respecto a la extracción de minerales conjunta con el presidente Trump, terminó en una tensa discusión frente a los medios de comunicación sobre las posturas respecto a la guerra ruso-ucraniana y su posible final, con lo cual el acuerdo no fue firmado y se canceló el almuerzo conjunto por parte del anfitrión.
El Kremlin aseguró que la política de Trump estaba "alineada en gran medida" con la rusa en cuanto a Ucrania. Funcionarios rusos aplaudieron la postura de la administración de Trump, y el ministro de Asuntos Exteriores, Serguéi Lavrov, lo calificó como el «primer, y hasta ahora, único líder occidental» en reconocer lo que Moscú considera la verdadera causa de la guerra. Otras figuras del Kremlin, incluido el vicepresidente del Consejo de Seguridad de Rusia, aplaudieron a Trump por adoptar un tono más duro hacia Zelenski, llegando a calificar al líder ucraniano de «dictador». por no celebrar elecciones en Ucrania en más de 6 años, cosa que ocurre debido a que las leyes de Ucrania prohíben la realización de elecciones mientras esté la ley marcial vigente.
El 25 de febrero el parlamento ucraniano aprobó una resolución en la que declara que el país celebrará elecciones después de que «se garantice una paz completa, justa y sostenible» en el país en respuesta a la deslegitimación de Zelenski por parte de Rusia y Estados Unidos. Posteriormente Trump diría que no podía creer que llamó a Zelenski «dictador» en una reunión bilateral con Macron el 27 de febrero.
El 4 de marzo, Trump pausó el apoyo militar a Ucrania y evaluó suspender otro tipo de ayudas.

### América del Norte y Centro
El 20 de enero de 2025 el presidente Trump firmó la Orden Ejecutiva 14157: «Designación de cárteles y otras organizaciones como organizaciones terroristas extranjeras y terroristas globales especialmente designados».

#### Canadá
El 4 de marzo de 2025, el presidente Donald Trump impuso un arancel del 25% a todas las importaciones canadienses, excluyendo los productos energéticos, que estaban sujetos a un arancel del 10%. Según la administración, el objetivo era reducir el déficit comercial de Estados Unidos y fomentar una mayor aplicación de la ley en la frontera canadiense, particularmente en lo que respecta a la inmigración ilegal y el tráfico de fentanilo.  Los partidarios de la política también citaron los altos aranceles canadienses sobre los productos agrícolas estadounidenses, como los aranceles de hasta el 240% sobre los productos lácteos y del 150% sobre las aves de corral y los huevos, como evidencia de un desequilibrio comercial.En respuesta, el primer ministro canadiense, Justin Trudeau, anunció aranceles del 25% sobre productos estadounidenses por valor de 30.000 millones de dólares, con aranceles adicionales de 125.000 millones de dólares previstos para las próximas semanas.  Trudeau criticó los aranceles estadounidenses por considerarlos injustificados y económicamente perjudiciales, alentando a los canadienses a apoyar los productos y servicios nacionales.  El 6 de marzo, Trump retrasó los aranceles a los productos que cumplen con el Tratado entre México, Estados Unidos y Canadá (T-MEC), que representan aproximadamente el 38 por ciento de las importaciones de Canadá y el 50 por ciento de las importaciones de México. Aunque se esperaba que la exención terminara el 2 de abril, Estados Unidos dijo que continuaría indefinidamente.

#### Cuba
En uno de sus primeros actos de su segunda administración, el presidente Trump reinstaló a Cuba como un estado patrocinador del terrorismo, revirtiendo una acción realizada por el presidente Biden en las semanas anteriores a cambio de presos políticos. También restableció una lista de "entidades restringidas" establecidas durante su primera administración. El primer secretario del Partido Comunista de Cuba, Miguel Díaz-Canel, se refirió a las medidas como "un acto de arrogancia y desprecio por la verdad".
Más tarde, en enero de 2025, Trump anunció que utilizaría el campo de detención de la Bahía de Guantánamo como centro de detención para hasta 30.000 migrantes criminales en medio de los esfuerzos de deportación masiva de su administración en todo Estados Unidos. El secretario de Defensa, Pete Hegseth, especificó que la instalación sería administrada por el Servicio de Inmigración y Control de Aduanas de Estados Unidos (ICE, por sus siglas en inglés) y se utilizará como "tránsito temporal" para "mover humanamente a los ilegales... de vuelta a los países de donde vinieron en un proceso adecuado".  Los vuelos que transportaban migrantes a Guantánamo comenzaron el 4 de febrero, y el primero estaba formado por 10 presuntos miembros del Tren de Aragua desde El Paso, Texas.

#### México
El presidente Trump anunció el 31 de enero de 2025 la imposición de aranceles generales del 25%, los cuales entrarían en vigor el 4 de febrero de ese año. Durante su campaña presidencial, Trump amenazó con imponer aranceles del 25% a todos los productos mexicanos a menos que México detuviera el flujo de drogas e inmigrantes hacia Estados Unidos.
La presidenta de México, Claudia Sheinbaum, ordenó de inmediato al secretario de Economía, Marcelo Ebrard, que impusiera aranceles retaliatorios y otras medidas no arancelarias en respuesta a las amenazas de Donald Trump. Además, Sheinbaum llamó a Trump a dialogar, señalando que los aranceles no resolverían nada y que había "calumniado" a su gobierno al afirmar que estaba aliado con los cárteles de drogas mexicanos.
Trump lanzó un proceso para designar a los cárteles mexicanos de la droga y otras organizaciones criminales como organizaciones terroristas extranjeras.  También amenazó con una intervención militar estadounidense contra los cárteles en México. Durante los primeros meses de 2025, México intensificó su lucha contra el narcotráfico y la inmigración tras las declaraciones de Trump sobre el tema. En particular, México entregó a 29 prisioneros de importantes cárteles a las autoridades estadounidenses en febrero de 2025.

#### Panamá
El 3 de febrero el Secretario de Estado Marco Rubio se reunió con el presidente panameño, José Raúl Mulino, y el ministro de Relaciones Exteriores, Javier Martínez-Acha. Al hablar del canal de Panamá, Rubio afirmó que el presidente Trump creía que la situación actual de injerencia y control que tiene el Partido Comunista Chino era «inaceptable, y que si no hay cambios inmediatos, Estados Unidos tendrá que tomar medidas necesarias para proteger sus derechos» bajo un tratado con Panamá.

#### El Salvador
El 3 de febrero el Secretario de Estado Marco Rubio se reunió con el presidente salvadoreño Nayib Bukele.

#### Costa Rica
Durante su visita al país, para reunirse con el presidente Rodrigo Chaves el 3 de febrero, el secretario de Estado de Estados Unidos, Marco Rubio, afirmó que descongelará los recursos de cooperación internacional dirigidos a Costa Rica en materia de seguridad. El también felicitó la política de la administración de Chaves de “solo permitir que los proveedores de confianza” puedan participar en los procesos de contratación para el despliegue de la red 5G. Acusó a China de emplear el chantaje y la presión política, y advirtió de que el gobierno de EEUU podría sancionar a funcionarios costarricenses que colaboren con actores extranjeros que representen una amenaza para la ciberseguridad del país.

### América del Sur

#### Argentina

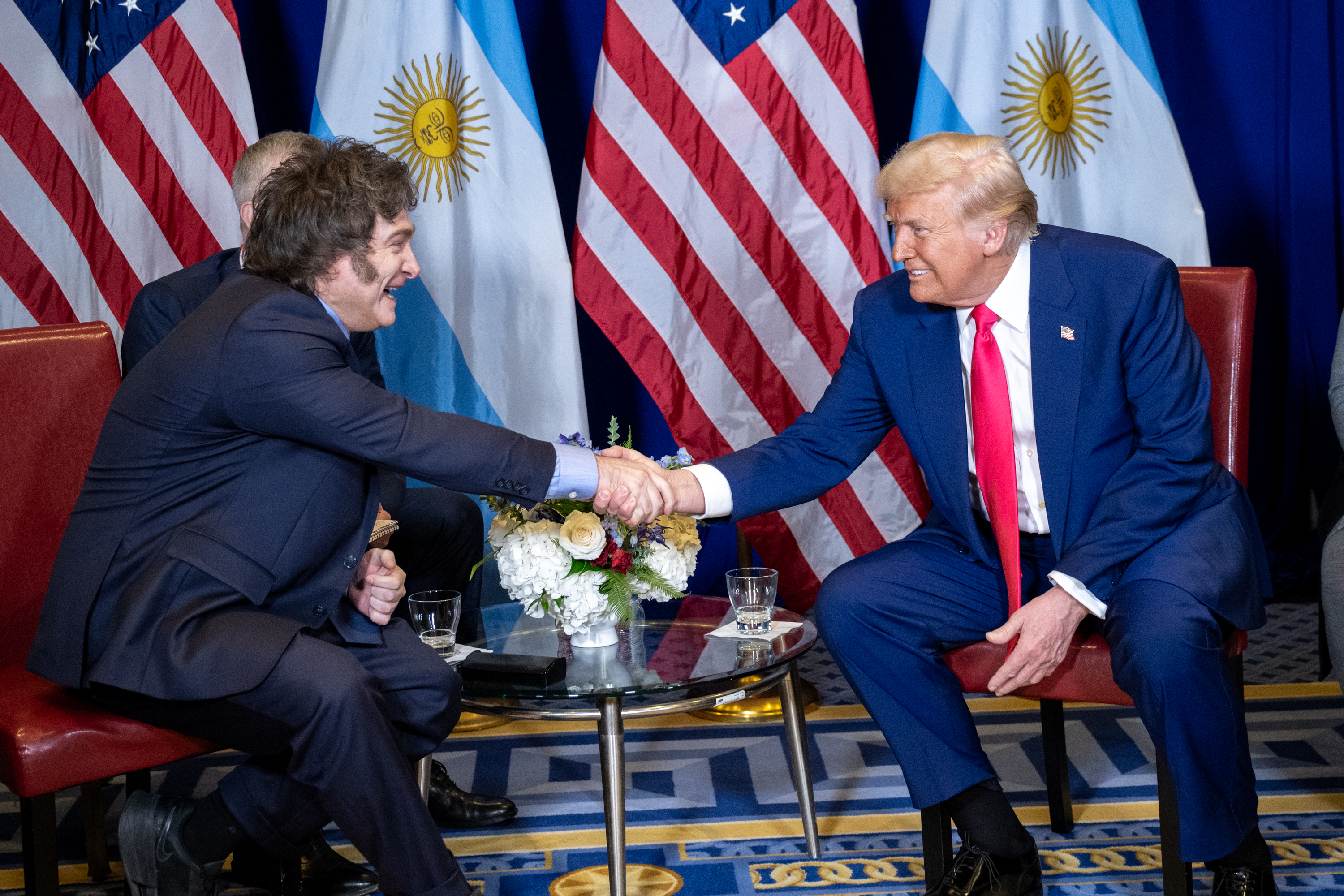
El presidente Trump junto al presidente argentino Javier Milei en febrero de 2025.

El 14 de noviembre de 2024, el presidente argentino Javier Milei viajó a Florida para reunirse con Trump en Mar-a-Lago. Fue el primer jefe de Estado extranjero en viajar a Estados Unidos tras la victoria de Trump y en reunirse con el presidente electo. El economista libertario había mostrado anteriormente su ferviente apoyo a Donald Trump y su política, buscando fortalecer los lazos diplomáticos y económicos entre Argentina y el mundo occidental. En una llamada posterior a los resultados de las elecciones, Trump llamó a Milei su "presidente favorito", según los informes. El presidente de Argentina dio un discurso en una cumbre de CPAC en Miami. Milei también se reunió con Elon Musk y Vivek Ramaswamy, directores planeados del Departamento de Eficiencia Gubernamental de Trump, para asesorarlos en su objetivo de "desmantelar la burocracia", reducir el gasto público y reorganizar al personal federal.
A pesar de todo esto, el 7 de febrero de 2025, la jueza de distrito Loretta Preska, del Partido Republicano, embargó 210 millones de dólares a Argentina debido a bonos que entraron en default.

#### Brasil
El expresidente Jair Bolsonaro fue invitado a la inauguración, sin embargo, el Sistema Judicial de Brasil le negó el permiso para asistir. Apeló la decisión.

#### Chile
Durante la segunda administración de Donald Trump, la política exterior de Estados Unidos en América Latina se ha centrado cada vez más en contrarrestar la influencia de China en la región, particularmente en el contexto de la infraestructura estratégica de comercio. Un ejemplo notable es el énfasis en fortalecer los lazos con Chile, específicamente a través de posibles inversiones en la modernización del Puerto de San Antonio en Valparaíso. Esta iniciativa fue enmarcada como un contrapeso estratégico al megaproyecto financiado por China en el Puerto de Chancay en Perú. Inversionistas estadounidenses, facilitados por la Corporación Financiera de Desarrollo (DFC), tenían previsto visitar Chile para evaluar oportunidades de desarrollo tecnológico y de infraestructura. Mientras tanto, informes sugerían que la administración Trump consideraba imponer aranceles de hasta un 60% sobre los bienes exportados desde el puerto de Chancay, reflejando su estrategia más amplia de apoyar a aliados como Chile frente a la creciente presencia de China en América Latina. Estos desarrollos ocurrieron en medio de compromisos diplomáticos de alto nivel entre funcionarios chilenos y estadounidenses, subrayando los intereses compartidos en mejorar las redes comerciales del Pacífico.
Trump nombró a Brandon Judd como embajador de Estados Unidos en Chile. Judd fue miembro de la Patrulla Fronteriza de los Estados Unidos, siendo presidente del sindicato del consejo nacional y es partidario de la construcción del muro fronterizo. En 2025 Chile pasa por una crisis de inmigración ilegal.

#### Colombia
En el marco de la política migratoria, el 26 de enero de 2025, Estados Unidos envió aviones que deportaban inmigrantes a Colombia. Ante esto, el mandatario colombiano, Gustavo Petro, rechazó la entrada de aquellos aviones a su territorio, argumentando que estos no eran tratados de manera digna. Esto provocó la reacción del gobierno de Trump, que anunció medidas estrictas hacia el país Sudamericano, incluidos aranceles de 25%, revocación de visados a funcionarios colombianos, e inspecciones reforzadas en las aduanas de dicho país. En un inicio, Colombia optó por responder con la misma medida de 25% de aranceles, pero optó por retroceder en las medidas y ceder a los pedidos de la Casa Blanca. Posteriormente, Colombia envió el avión presidencial para aplicar las deportaciones, y Trump retiro las sanciones aplicadas.

#### Perú
El alcalde de Lima, Rafael López Aliaga, fue invitado a la inauguración. Posteriormente, Trump retiró el financiamiento de la USAID, acción la cual fue celebrada por el alcalde.

#### Venezuela
El 3 de marzo de 2025, la administración Trump le dio a Chevron Corporation 30 días para detener sus actividades en Venezuela. Si bien la empresa produce 1/4 del petróleo del país, Foreign Policy estima que su salida de Venezuela resultará en una caída del 10% en el PIB durante los próximos 5 años.

### Oriente Medio

#### Egipto
En febrero de 2025, Donald Trump propuso que Estados Unidos se hiciera cargo de la Franja de Gaza después de reubicar a todos los palestinos en Egipto y Jordania. Amenazó a Egipto con cortar la ayuda estadounidense si el país rechazaba su plan. En marzo de 2025, Egipto propuso su propio plan para reconstruir la Franja de Gaza, en el que participaban la Organización de las Naciones Unidas y la Autoridad Nacional Palestina. El plan egipcio es rechazado por la administración Trump.

#### Irán
Elon Musk se reunió con el Embajador de Irán en la ONU, Saeid Iravani, el 11 de noviembre de 2024.En enero de 2025, Elon Musk ayudó a la primera ministra italiana Giorgia Meloni a liberar a su ciudadana Cecilia Sala, detenida por el régimen iraní.
El 13 de junio de 2025, Trump elogió los ataques israelíes contra Irán como "excelentes" y "muy exitosos".  El 22 de junio de 2025, Estados Unidos lanzó ataques directos contra sitios nucleares iraníes.
Tras el alto el fuego, Trump reprendió públicamente los comentarios de Jamenei diciendo que Irán ganó la guerra con Israel, y pidió a Jamenei que "diga la verdad, lo golpearon hasta el infierno". Además, advirtió que si Irán continuara con el enriquecimiento de uranio, Estados Unidos atacaría de nuevo.

#### Israel y Palestina
En su primer mandato, Trump fue considerado uno de los presidentes estadounidenses más pro-Israel. Durante su campaña presidencial de 2024, Trump instó al primer ministro israelí Benjamín Netanyahu a terminar la guerra en Gaza en dos meses y abrió la puerta a ataques contra las instalaciones nucleares de Irán.
Trump advirtió a Hamás que "pagarían caro" si la guerra no terminaba antes de que asumiera el cargo en enero. Tras las elecciones, Trump habló con el presidente palestino Mahmoud Abbas por primera vez desde 2017. Durante su llamada, Trump expresó su deseo de poner fin rápidamente a la guerra en Gaza.
El yerno de Trump y exasesor principal de la Casa Blanca, Jared Kushner, se espera que juegue un papel clave en la futura política de Oriente Medio de Estados Unidos como asesor presidencial externo. Siendo pro-Israel y teniendo vínculos con varios líderes árabes, Kushner ayudó anteriormente a negociar los Acuerdos de Abraham durante el primer mandato de Trump. La mayoría de los asesores y designados de Trump son considerados firmes partidarios del estado judío, incluyendo a Hegseth, Huckabee, Ratcliffe, Rubio, Stefanik y Waltz. El empresario libanés-estadounidense Massad Boulos, quien fue designado como asesor principal para Asuntos Árabes y del Medio Oriente y tiene vínculos con políticos libaneses, es visto como un intermediario entre Trump y los líderes árabes. Mientras que el enviado especial para Oriente Medio, Steve Witkoff, se espera que trate con Israel, Boulos ayudará en las negociaciones con el mundo árabe.
Días antes de la inauguración de la administración, Israel y Hamás alcanzaron un acuerdo de cese al fuego.

##### Propuesta para Gaza

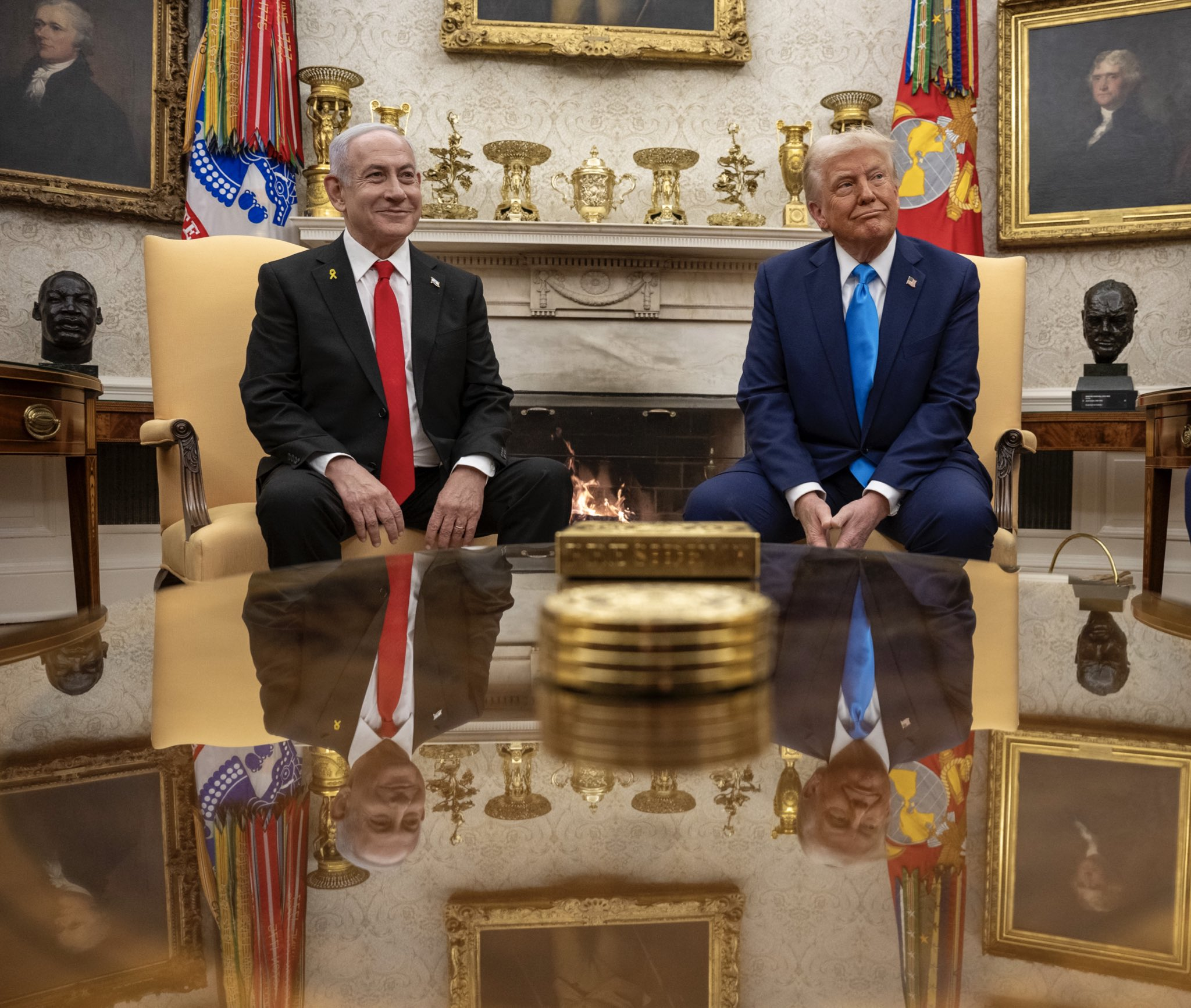
Donald Trump y Benjamin Netanyahu en la Casa Blanca en febrero de 2025, se trata del primer viaje al exterior de Netanyahu desde que la CPI emitió una orden de detención en su contra

En febrero de 2025, Trump dijo que Estados Unidos «se apoderará de Gaza» y enviará tropas "si es necesario". Durante una conferencia de prensa conjunta con el primer ministro israelí Benjamín Netanyahu, Trump propuso que el gobierno estadounidense "se apodere" de Gaza, obligue a los dos millones de residentes palestinos a trasladarse a los países vecinos y la convierta en una "Riviera de Oriente Medio". Para ello, Trump no descartó utilizar el ejército estadounidense. António Guterres, Secretario General de las Naciones Unidas, criticó el plan y lo calificó de "limpieza étnica". Unos días después de sus comentarios sobre la toma de Gaza, Trump declaró que Israel entregaría Gaza a Estados Unidos una vez que terminaran los combates y la población de Gaza fuera reasentada en otro lugar, lo que anularía la necesidad de tropas estadounidenses en Gaza. La propuesta de Trump de reasentar a los palestinos de Gaza fue apoyada por Netanyahu, el ministro de Defensa israelí Israel Katz, el líder de la oposición israelí Yair Lapid y la mayoría del público israelí. Posteriormente, Trump dijo que a los palestinos reasentados desde Gaza como parte de este plan no se les permitiría regresar allí.
El 21 de febrero de 2025, tras la oposición de los países árabes, Trump dijo que "recomendaría" -pero "no forzaría"- su plan para la toma de Gaza por parte de Estados Unidos y el reasentamiento de la población palestina.

#### Jordania
En febrero de 2025, Donald Trump propuso que Estados Unidos se hiciera cargo de la Franja de Gaza después de reubicar a todos los palestinos en Jordania y Egipto. Amenazó a Jordania con cortar la ayuda estadounidense si el país rechazaba su plan.

#### Siria

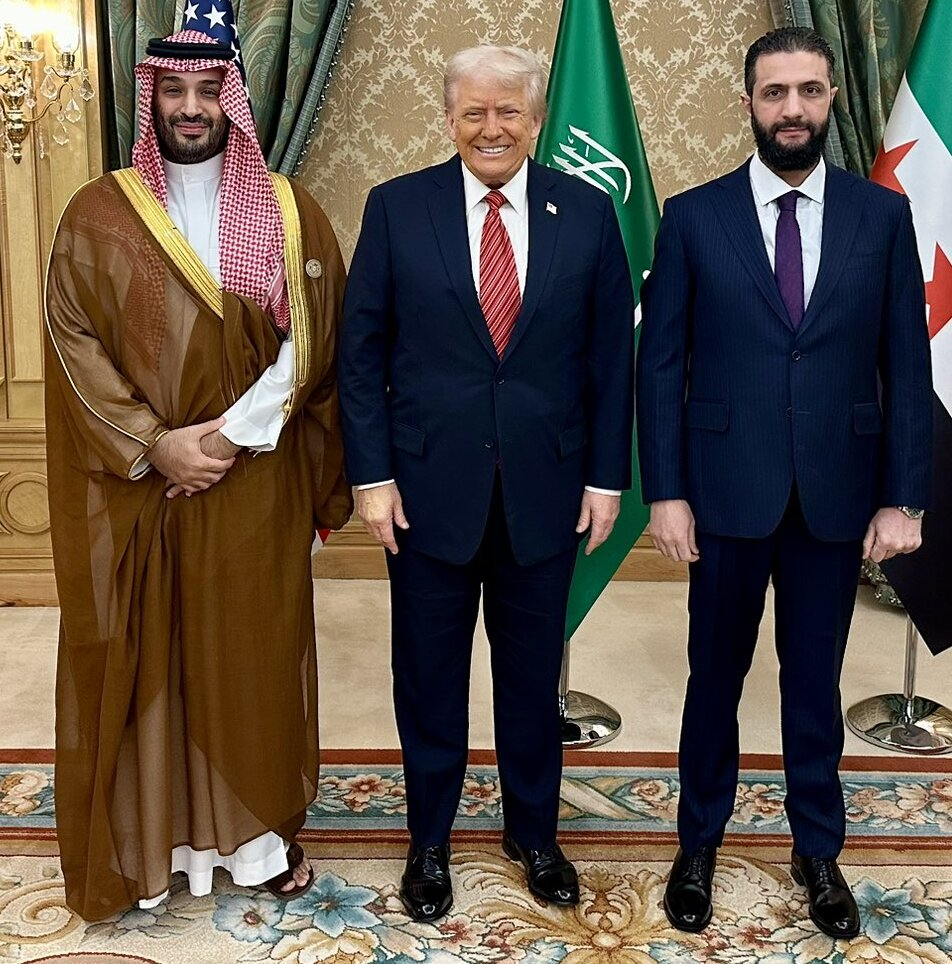
El Presidente Trump junto al príncipe heredero de Arabia Saudita, Mohamed bin Salmán y el presidente sirio Ahmed al-Charaa en mayo de 2025.

En la guerra civil siria, la oposición siria lanzó una ofensiva contra las Fuerzas Armadas Sirias progubernamentales a finales de noviembre de 2024, capturando las grandes ciudades de Alepo y Hama. Mientras las fuerzas opositoras continuaban acercándose a Damasco, el presidente electo Trump declaró el 7 de diciembre que Estados Unidos debería mantenerse fuera del conflicto, afirmando "ESTA NO ES NUESTRA LUCHA" en una publicación en redes sociales. Grupos rebeldes capturaron Damasco al día siguiente, el 8 de diciembre, mientras las fuerzas gubernamentales se rendían y el presidente Bashar al-Ásad se fue del país.
El 9 de marzo de 2025, el secretario de Estado Rubio condenó las masacres de minorías sirias cometidas por combatientes progubernamentales durante los enfrentamientos en el oeste de Siria en marzo de 2025. Además, indicó que "Estados Unidos apoya a las minorías religiosas y étnicas de Siria, incluidas sus comunidades cristianas, drusas, alauitas y kurdas" y que los "perpetradores de estas masacres contra las comunidades minoritarias de Siria" deben rendir cuentas.
A mediados de mayo de 2025, Trump se reunió con el presidente sirio Ahmed Al-Charaa en Arabia Saudita, la primera vez que los líderes estadounidenses y sirios se reunían desde que se convocó una reunión entre Bill Clinton y Háfez al-Ásad en Ginebra en 2000. Anunció que eliminaría las sanciones a Siria y alentó a Siria a unirse a los Acuerdos de Abraham.
El 30 de junio de 2025, Trump firmó una orden ejecutiva que elimina oficialmente las sanciones para Siria y mantiene las sanciones para los funcionarios de Ásad y el Partido Baaz.

### Organizaciones y políticas multilaterales

#### Corte Penal Internacional
El 6 de febrero de 2025, Donald Trump firmó una orden ejecutiva para imponer sanciones a altos cargos y trabajadores del Tribunal Penal Internacional (TPI), en represalia por la orden de detención contra Netanyahu y Galant, ya que, según afirmó «las recientes acciones del TPI» contra Washington y su socio israelí «sientan un peligroso precedente», ya que «ponen en peligro» al personal estadounidense tanto activo como inactivo y les expone a «hostigamiento, abuso y posibles detenciones». Por su parte el Tribunal Penal Internacional condenó está decisión de Trump al considerar que «daña un trabajo judicial independiente e imparcial» y que es un grave ataque al orden internacional y busca socavar su labor para impartir justicia a favor de las víctimas de «atrocidades» en todo el mundo.
El 14 de febrero, Estados Unidos incluyó al fiscal jefe del Tribunal Penal Internacional (TPI), Karim Khan en su lista de nacionales especialmente designados y personas bloqueadas, lo que supone el bloqueo de sus bienes y activos en Estados Unidos, así como la prohibición de entrar en dicho país, lo que incluye también a sus familiares inmediatos.

#### OTAN
Trump ha declarado repetidamente que, como presidente, no se comprometería a defender a los Estados miembros de la OTAN que no gasten al menos el 2% de su PIB en defensa. Además, el vicepresidente electo JD Vance ha afirmado que, en su opinión, la OTAN es un "cliente asistencial" y que debería ser "una alianza real".

### Política de comercio
Los segundos aranceles de Trump son iniciativas comerciales anunciadas por Donald Trump durante su segunda administración como presidente de Estados Unidos. Trump ha promovido durante mucho tiempo los aranceles a las importaciones como método para negociar acuerdos y tomar represalias contra países que, en su opinión, están "estafando" a Estados Unidos.
Después de ser reelegido para un segundo mandato a partir de 2025, Trump reanudó una guerra comercial con China y amenazó con una segunda con Canadá y México. Trump anunció que los aranceles directos a México y Canadá se suspenderían durante un mes, hasta el 4 de marzo de 2025, después de que ambos países acordaron tomar medidas adicionales para proteger la seguridad fronteriza de Estados Unidos. Varios países, incluida la Unión Europea, comenzaron a negociar proactivamente con Trump para evitar guerras arancelarias.
En febrero de 2025, Trump comenzó a anunciar aranceles que se aplicarían a todos los países. Se espera que los aranceles globales del 25% sobre los productos de acero y aluminio comiencen el 12 de marzo de 2025. Trump pidió a los miembros del gabinete que presentaran un informe sobre posibles aranceles recíprocos para agosto de 2025.

### Expansionismo
Trump ha planteado, en los días previos a su segunda investidura, propuestas e ideas que ampliarían la influencia política y el territorio de los Estados Unidos. La última adquisición territorial de los Estados Unidos ocurrió en 1947 con las Islas Marianas, Carolinas y Marshall.

Estados Unidos incluyendo Canadá, Groenlandia y la Zona del Canal de Panamá según diseños expansionistas propuestos por Donald Trump (2024).

#### Canadá
Trump ha anunciado que impondrá un arancel del 25% a todos los productos de Canadá como medida para que el gobierno canadiense detenga lo que él considera una crisis de migración ilegal y de drogas en la frontera entre Canadá y Estados Unidos. Las autoridades canadienses han respondido amenazando a los Estados Unidos con aranceles de represalia, además de cerrar el flujo de energía canadiense hacia el Norte de Estados Unidos. Esto llevó a Trump a burlarse del primer ministro canadiense, Justin Trudeau, con ofertas en broma para que Canadá se una a la Unión, y refiriéndose a Trudeau como el "Gobernador del Gran Estado de Canadá".

#### Groenlandia
En 2024, Trump reiteró una propuesta para que los Estados Unidos compren Groenlandia de Dinamarca, afirmando en una publicación en Truth Social que “Por razones de seguridad nacional y libertad en todo el mundo, Estados Unidos considera que la propiedad y el control de Groenlandia es una necesidad absoluta”. Esto se basa en una oferta previa de Trump para comprar Groenlandia durante su primer mandato, que el Reino de Dinamarca rechazó.

#### Panamá
En 2024, Trump exigió que Panamá devolviera el control del Canal de Panamá a los Estados Unidos debido a "tasas excesivas" cobradas por el paso de barcos estadounidenses. Si los Estados Unidos retomaran el control del Canal de Panamá, marcaría la primera vez que el país controlaría territorio panameño desde la invasión estadounidense de Panamá.

## Ética
Los analistas políticos caracterizaron el segundo mandato de Trump como un periodo con una menor regulación empresarial y una relajación de las normas éticas en comparación con su primera administración. Durante este tiempo, se facilitaron las oportunidades para ejercer influencia directa sobre el presidente. Trump desmanteló medidas anticorrupción, debilitó los estándares éticos para él y sus aliados, retiró cargos de corrupción contra figuras cercanas a su círculo y destituyó a inspectores generales que investigaban fraude y abuso. Según The New York Times, Trump recurrió con frecuencia a la fabricación de estadísticas sin fundamento y acusó sin pruebas a agencias gubernamentales y a sus opositores de corrupción e incluso de criminalidad.

### Posibles conflictos de intereses
La segunda presidencia de Trump incluyó múltiples conflictos de intereses potenciales que no existían durante su primer mandato, incluida una empresa que cotiza en bolsa en Truth Social, una empresa de criptomonedas, nuevos acuerdos inmobiliarios en el extranjero que involucraban a entidades afiliadas a estados, y varios acuerdos de marca y licencia para vender productos de la marca Trump.
Su campaña de 2024 se destacó por una mezcla "sin precedentes" de negocios personales y recaudación de fondos políticos. Trump promocionó Biblias de $ 59,99, zapatillas de $ 399, colonia "Victory47" de $ 99 y tarjetas coleccionables digitales NFT de la marca Trump de $ 99 para sus cuentas personales, no relacionadas con la campaña. La campaña de Trump se destacó por gastar grandes sumas de dinero de campaña en negocios de su propiedad, en particular en su resort Mar-a-Lago y en el Trump National Doral Miami.
Tras ganar las elecciones, Trump mantuvo los compromisos éticos de su primer mandato y no se deshizo de sus intereses en marcas y bienes raíces. Tampoco colocó sus activos en un fideicomiso administrado por un fideicomisario independiente. Trump no adoptó sus propias directrices éticas formales. Trump transfirió sus acciones de Truth Social a un fideicomiso del que es el único beneficiario y del que su hijo mayor es el fideicomisario. Expertos en ética lo describieron como "muy inferior a los fideicomisos ciegos y las desinversiones de intereses empresariales privados que otros presidentes han utilizado para evitar conflictos éticos con su trabajo". El hijo de Trump, Eric Trump, dijo que The Trump Organization seguiría buscando acuerdos comerciales en el extranjero, abandonando una prohibición autoimpuesta durante la primera presidencia de Trump. Trump se benefició de la celebración de eventos en sus hoteles y campos de golf. Los conflictos de intereses de Trump fueron descritos como riesgos para la seguridad nacional, con particular énfasis en las relaciones con los gobiernos de Arabia Saudita y Dubái a través de la Organización Trump y el fondo de inversión de su yerno Jared Kushner respaldado por los saudíes.
Trump derogó las normas éticas que prohibían a los empleados del poder ejecutivo aceptar obsequios cuantiosos de cabilderos y prohibiciones de dos años para que cabilderos buscaran puestos ejecutivos y viceversa. Los críticos describieron la derogación como lo contrario de su promesa de "limpiar el pantano". Trump también firmó una orden ejecutiva para impedir que el Departamento de Justicia procese a estadounidenses acusados de sobornar a funcionarios de gobiernos extranjeros.
La esposa de Trump, Melania, llegó a un acuerdo con Amazon para crear un documental sobre ella misma, lo que generó preocupaciones éticas porque se realizó mientras ella aún estaba en el cargo.
Se observó que el gabinete de Trump tenía una gran cantidad de posibles conflictos de intereses; el Campaign Legal Center encontró más de 467 que requerirían recusación, siendo el mayor número, 106, pertenecientes a Howard Lutnick. Trump Media regaló 25 946 acciones de DJT a Kash Patel y Linda McMahon, candidatos elegidos para director del FBI y secretaria de Educación respectivamente, por un total de 779 400 dólares cada uno al 31 de enero de 2025. También regaló miles de acciones a su hijo.

### Empresas de criptomonedas
El 17 de enero, Trump lanzó, promovió y se benefició personalmente de una criptomoneda memecoin, $Trump, que se disparó a una valoración de mercado de más de 5 mil millones de dólares en pocas horas (un valor diluido total de 27 mil millones de dólares) a través de una empresa propiedad de Trump llamada CIC Digital LLC, que poseía el 80 por ciento del suministro de la moneda. En dos días, la moneda $Trump se convirtió en la 19.ª forma más valiosa de criptomoneda del mundo, con un valor comercial total de casi 13 mil millones de dólares y un total de 29 mil millones de dólares en transacciones basadas en un valor de 64 dólares cada uno de los 200 millones de tokens emitidos en la tarde del 19 de enero. The New York Times informó que afiliados de Trump controlaban 800 millones de tokens adicionales que, hipotéticamente, podrían valer más de 51 000 millones de dólares, lo que potencialmente convertiría a Trump en una de las personas más ricas del mundo. Trump también lanzó una nueva memecoin llamada en honor a su esposa, $Melania, y la promocionó en Truth Social poco antes de asistir a un mitin inaugural. La empresa de criptomonedas fue criticada por expertos en ética y organismos de control gubernamentales. La empresa y la posibilidad de que gobiernos extranjeros compren la moneda fueron destacadas como una posible violación de la cláusula de emolumentos extranjeros de la Constitución. Trump promovió el acceso exclusivo a su persona para los principales poseedores del token de criptomoneda $Trump, incluida la organización de una cena privada. Según The New York Times, algunos compradores indicaron en entrevistas y declaraciones públicas que adquirieron los tokens o participaron en el concurso para asistir a la cena con la intención de influir en Trump para que adoptara medidas que afectaran la política de Estados Unidos.
El presidente Trump habría obtenido beneficios financieros a través de la empresa de criptomonedas World Liberty Financial, señalada por analistas y medios como un ejemplo sin precedentes de mezcla entre intereses privados y decisiones gubernamentales. Según informes, la compañía solicitó acceso directo a Trump mediante pagos confidenciales y operaciones de intercambio de divisas con inversores extranjeros, empresas y personas con antecedentes penales o bajo investigación judicial. Al menos una investigación habría sido archivada tras un pago de varios millones de dólares a la firma, y Trump posteriormente concedió un indulto presidencial a un inversor de una empresa respaldada por World Liberty Financial. Se ha reportado que miembros de la familia Trump recibían un porcentaje de todas las transacciones realizadas a través de World Liberty, y la empresa promocionaba abiertamente sus vínculos con el presidente. Diversas decisiones tomadas por la administración Trump en materia de criptomonedas fueron observadas por analistas como favorecedoras para los activos y la posición de mercado de la compañía. Una portavoz de Trump declaró que sus activos estaban en un fideicomiso administrado por sus hijos, por lo que "no existía conflicto de intereses". El 12 de mayo de 2025, American Bitcoin, una empresa de criptomonedas cofundada por Eric Trump en marzo del mismo año, anunció su intención de salir a bolsa mediante una fusión con una empresa ya cotizada en el índice Nasdaq.

## Evaluaciones y opinión pública

### Evaluaciones
La profesora Christina Pagel trazó un diagrama de Venn de las primeras acciones de la administración Trump, que identifica cinco amplios dominios que corresponden a las características de los estados protoautoritarios. Estos cinco dominios son: el debilitamiento de las instituciones democráticas y el Estado de derecho, el desmantelamiento del gobierno federal; el desmantelamiento de las protecciones y los derechos sociales, el enriquecimiento y la corrupción; la supresión de la disidencia y el control de la información; los ataques a la ciencia, el medio ambiente, la salud, las artes y la educación; la política exterior agresiva y la desestabilización global.
El periodista Martin Sandu y el investigador de política autoritaria Alex Norris describieron la interpretación maximalista del poder ejecutivo en el segundo mandato de Donald Trump como presidente, incluyendo numerosas órdenes ejecutivas, la congelación de fondos federales, acciones contra oponentes políticos y los medios de comunicación, indultos a los involucrados en el asalto al Capitolio de 2021, las acciones del llamado Departamento de Eficiencia Gubernamental de Elon Musk, y similares como un intento de autogolpe.
El politólogo Lee Morgenbesser argumentó que las acciones del DOGE son una forma de captura del Estado.

### Opinión pública
Donald Trump comenzó su segundo mandato con un índice de aprobación de su gestión históricamente bajo, superando solo en tres puntos porcentuales el índice más bajo que obtuvo en su primer mandato. El presidente Trump comenzó su primer mandato con un 45% de aprobación de su gestión y comenzó su segundo mandato con un 47%. Según Gallup, «Trump sigue siendo el único presidente electo con índices de aprobación inicial inferiores al 50%».
En una encuesta de CBS News/YouGov realizada del 5 al 7 de febrero de 2025, Trump alcanzó un índice de aprobación del 53% entre los adultos, el más alto de su carrera.
Del 9 al 11 de febrero de 2025, la aprobación disminuyó siete puntos porcentuales entre los adultos, según la Encuesta de Aprobación de YouGov, alcanzando el 46%. Además, la aprobación se situó en el 47% entre los votantes reales.
Según ABC News, la aprobación del presidente Trump al cumplirse sus primeros 100 días en el cargo fue del 39%, la más baja registrada para un presidente estadounidense en ese período desde al menos 1945. Una encuesta de Reuters/Ipsos indicó que su índice de aprobación aumentó del 42% en abril al 44% en mayo de 2025.